# Saint-Même-les-Carrières
Pour les articles homonymes, voir Carrières.
Saint-Même-les-Carrières est une commune du Sud-Ouest de la France, située dans le département de la Charente (région Nouvelle-Aquitaine).
Ses habitants sont appelés les Saint-Mémiens et Saint-Mémiennes.

## Géographie

### Localisation et accès
Saint-Même-les-Carrières est une commune de l'ouest de la Charente située à 5 km au sud-est de Jarnac et 23 km à l'ouest d'Angoulême. Elle est située à l'extrémité est du canton de Segonzac et sur la rive gauche de la Charente; son territoire est situé en Grande Champagne, premier cru de cognac.
Le bourg de Saint-Même est aussi à 7 km au nord-est de Segonzac, 9 km à l'ouest de Châteauneuf, 15 km à l'est de Cognac et 19 km au nord de Barbezieux.
La commune est traversée par la D 10, entre Châteauneuf et Cognac, qui rejoint à l'ouest la D 736 avant de rejoindre la N 141 entre Jarnac et Cognac en restant sur la rive gauche de la Charente. La D 18, route de Bassac à Segonzac, dessert aussi le bourg, ainsi que la D 90 qui va au sud vers Barbezieux. La N 141 entre Angoulême et Saintes, maillon de la route Centre-Europe Atlantique, passe au nord-ouest de la commune à Jarnac où elle franchit le fleuve.
Le train ne s'arrête plus à la gare de Saint-Même et la gare la plus proche est celle de Jarnac (commune de Gondeville), desservie par des TER à destination d'Angoulême, Cognac, Saintes et Royan.

### Hameaux et lieux-dits
Au nord de la commune se trouvent la Barde, et, près de la Charente, Vinade et Saintonge. Plus au sud, s'échelonnent d'ouest en est, Bauchais, Chez Bouet, puis autour de Saint-Même, le Renfermis, Chez Breton, Chez Débat, les Jacquemain, le Dorland, la Tuilerie, Chez Butté, le Breuil, la Cure du Collège, et plus à l'est, Chez Faumet, Chez Boisdon, Chez Durand, le Grollet, Chez Marchand, enfin, Chez Texier, Beauchaire et Anqueville en limite de commune.
Parmi les lieux-dits de la commune, Saintonge se caractérise par son nom qui pourrait surprendre car situé loin de la Charente-Maritime, mais qui indique la limite de diocèses entre Saintes et Angoulême. Ces lieux-dits Saintonge sont souvent situés sur les bords de la Saintonge diocésaine. De plus, ce hameau, assez important, est excentré par rapport au bourg. Enfin, les panneaux de signalisation indiquent la direction du hameau Saintonge comme si celui-ci était une commune à part entière.

### Communes limitrophes
|                   | Triac-Lautrait           | Bassac             |
| Mainxe-Gondeville | Saint-Même-les-Carrières | Graves-Saint-Amant |
| Segonzac          | Saint-Preuil             | Bouteville         |

### Géologie et relief

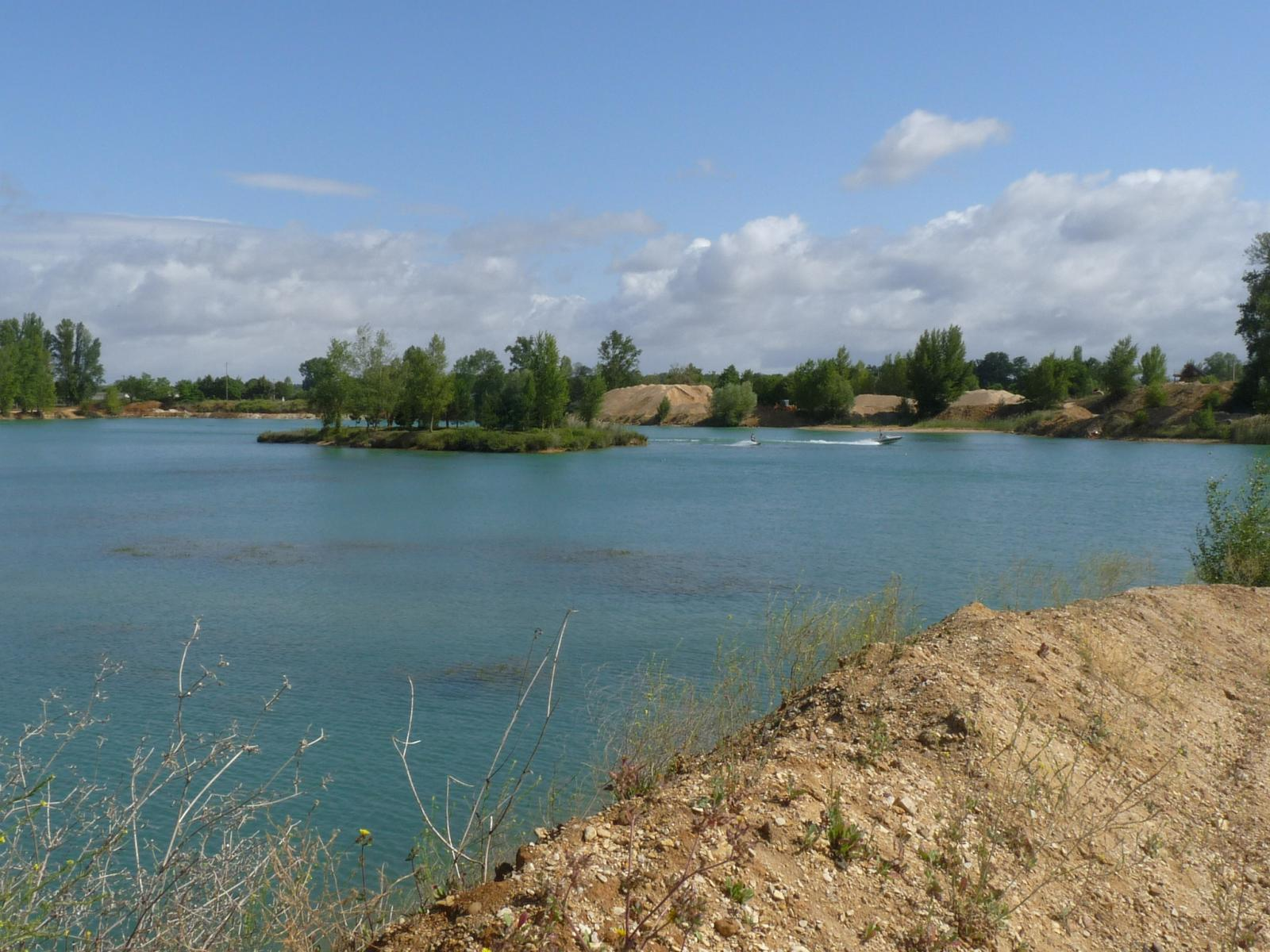
Ancienne sablière.

Le village de Saint-Même-les-Carrières est sur le Crétacé supérieur de la rive gauche de la Charente sur la zone de calcaires blancs et durs très épaisse qui a été exploitée au cours des siècles.
Près de la Charente se trouve la zone du lit majeur du fleuve puis du nord-est au sud-ouest la basse terrasse, la cuesta de Turonien (ou Angoumien) abrupte qui descend par un revers calcaire coniacien vers la moyenne terrasse à l'est et la dépression santonienne au sud. Le bourg de Saint-Même est construit au bord de la cuesta en position dominante. On retrouve cet escarpement plus nettement vers l'est après Châteauneuf en direction de  La Couronne et le plateau d'Angoulême, et vers l'ouest en direction de Bourg-Charente.
L'étage turonien supérieur donne une belle pierre blanche légèrement ocrée. C'est une pierre coquillière où l'on retrouve surtout des bivalves, des gastéropodes, des conus et des physas. Sous les bancs se trouve une couche d'argile imperméable d'où le grand nombre de sources à la ligne de niveau des 30 mètres et l'inondation saisonnière des carrières les plus profondes.
La vallée de la Charente est occupée par des alluvions du Quaternaire. Ces alluvions sont récentes pour la partie inondable, et plus anciennes sur une basse terrasse large d'1 km. Ces dernières ont été exploitées pour leur sable, de Saintonge jusqu'à la gare. Ces sablières qui datent de la période de la glaciation de Würm renferment de nombreux restes d'animaux et tout spécialement des dents, des os et des défenses de plusieurs espèces d'éléphants, dont Elephas antiquus.
On trouve aussi une moyenne terrasse à l'ouest de la commune, recouvrant la dépression santonienne entre Chante-Oiseau et chez Michelet,,.
Le relief de la commune est celui d'un bas plateau sur la moitié sud et culminant selon une arête allongée est-ouest au centre, dominant la vallée de la Charente qui occupe le nord de la commune. Le bourg est construit sur ce promontoire. Le point culminant de la commune est à une altitude de 86 m, au sud-est (borne IGN). Le point le plus bas est à 13 m, situé en bordure nord le long de la Charente (prairie de Gondeville). Le bourg est à environ 55 m d'altitude.

### Hydrographie

#### Réseau hydrographique
La commune est située dans le bassin versant de la Charente au sein du Bassin Adour-Garonne. Elle est drainée par la Charente, le ruisseau d'Anqueville, et par un petit cours d'eau, qui constituent un réseau hydrographique de 2 km de longueur totale,.
La limite nord-est de la commune est constituée par la berge du fleuve Charente. Le fleuve est à cet endroit divisé en de nombreux bras, forme des îles et le lit mineur est large d'un kilomètre mais situé sur les communes de Bassac et Triac-Lautrait. Toute la partie nord de la commune est dans le lit majeur du fleuve et donc en zone inondable. Des étangs occupent les anciennes sablières.
De très nombreuses sources apparaissent à la limite de la courbe de niveau des 30 mètres, jonction du socle argileux et de la couche de calcaire.
La source de Beauchaire alimente un lavoir puis rejoint le ruisseau d'Anqueville qui était suffisant pour faire tourner un moulin et se jette dans la Charente.
La Smaronne, qui prend sa source au dolmen, est maintenant un ruisseau intermittent.
La source du bourg était anciennement aménagée avec un lavoir et un bassin triangulaire pour les chevaux puis canalisée.

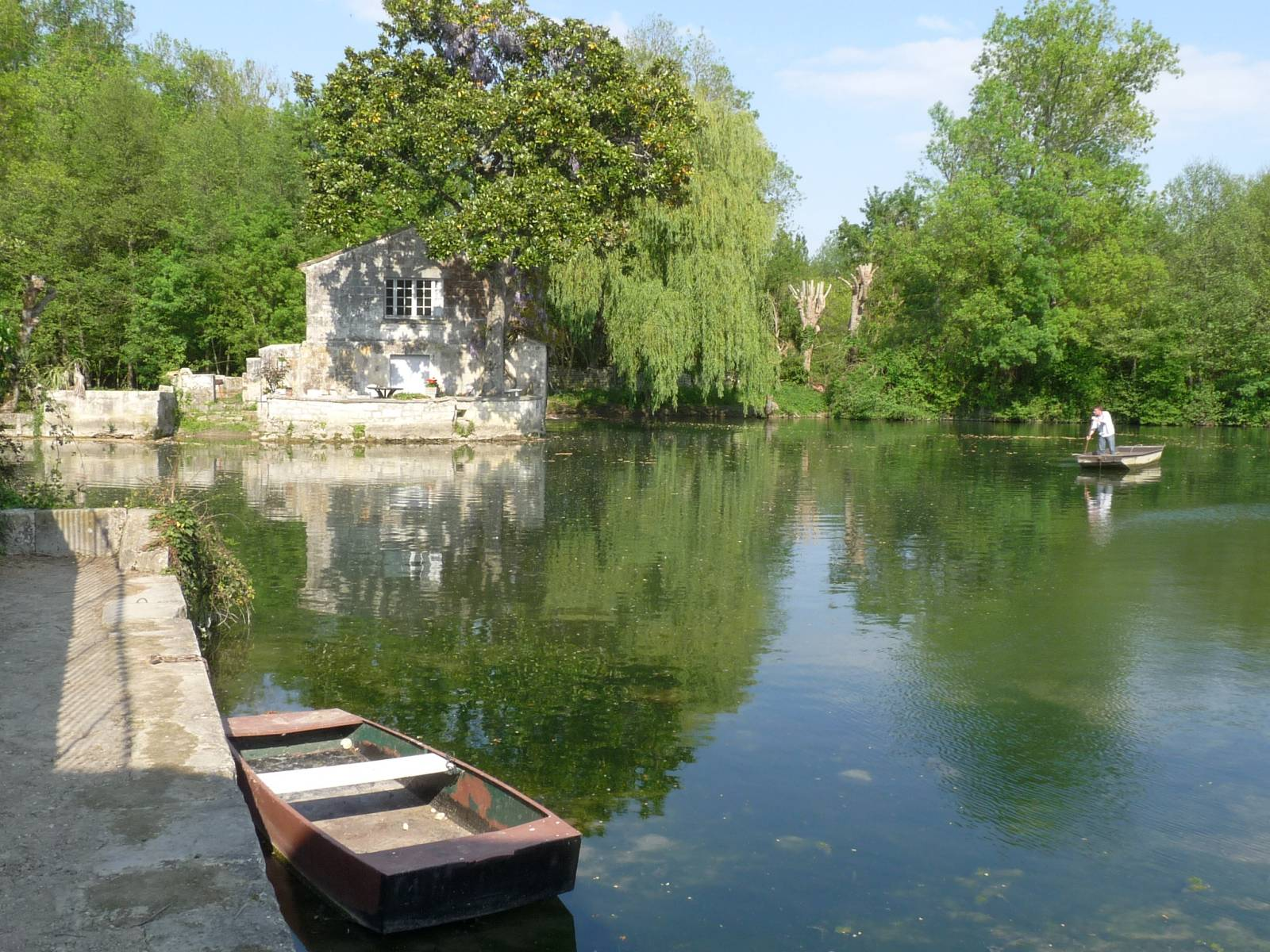
La Charente à Saintonge.
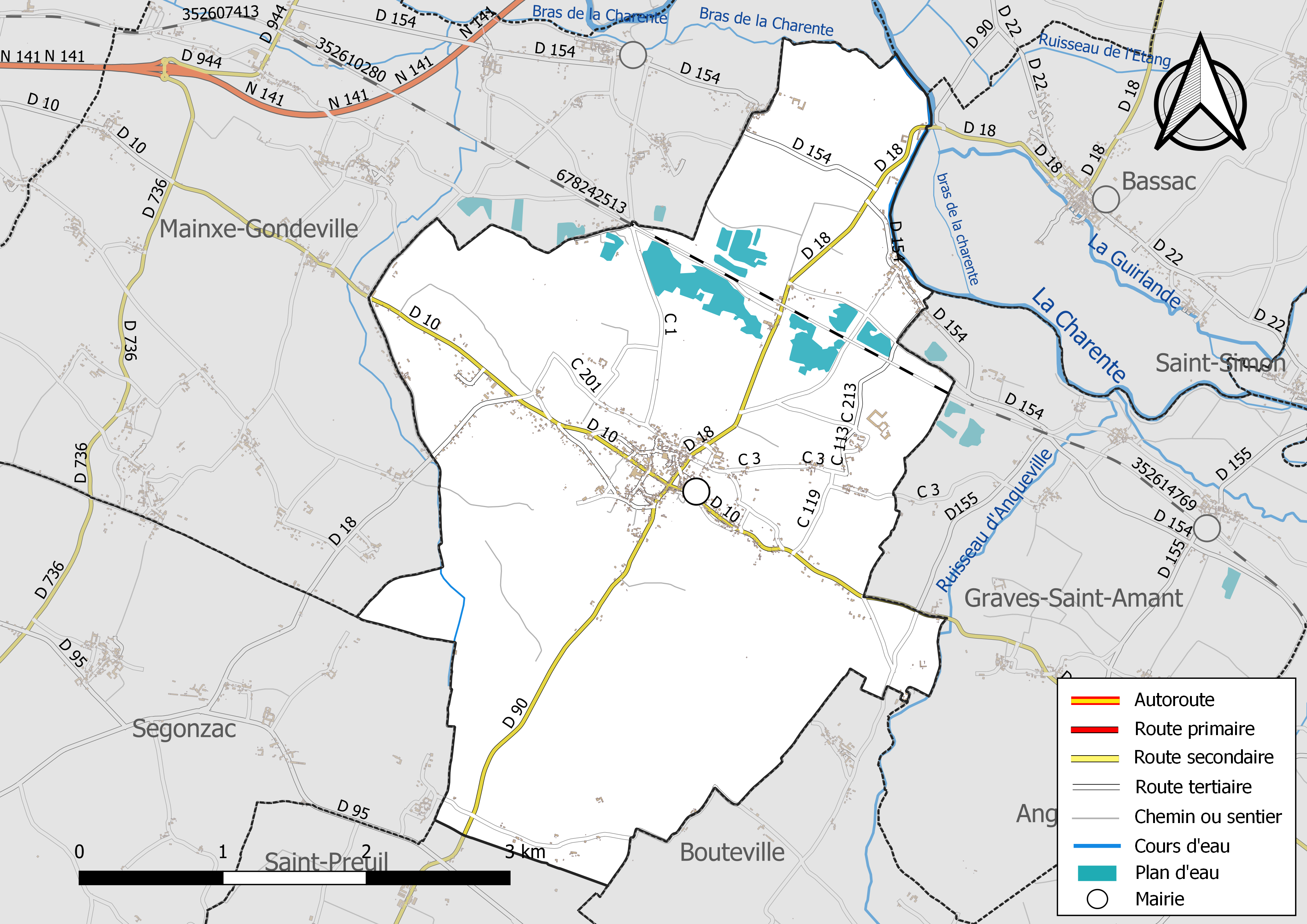
Réseaux hydrographique et routier de Saint-Même-les-Carrières

#### Gestion des eaux
Le territoire communal est couvert par le schéma d'aménagement et de gestion des eaux (SAGE) « Charente ». Ce document de planification, dont le territoire correspond au bassin de la Charente, d'une superficie de 9 300 km2, a été approuvé le 19 novembre 2019. La structure porteuse de l'élaboration et de la mise en œuvre est l'établissement public territorial de bassin Charente. Il définit sur son territoire les objectifs généraux d’utilisation, de mise en valeur et de protection quantitative et qualitative des ressources en eau superficielle et souterraine, en respect des objectifs de qualité définis dans le troisième SDAGE  du Bassin Adour-Garonne qui couvre la période 2022-2027, approuvé le 10 mars 2022.

### Climat
Comme dans les trois quarts sud et ouest du département, le climat est océanique aquitain, et semblable à celui de la ville de Cognac où est située la station météorologique départementale.
| Mois                              | jan. | fév.  | mars  | avril | mai   | juin  | jui.  | août  | sep.  | oct. | nov. | déc. | année   |
| --------------------------------- | ---- | ----- | ----- | ----- | ----- | ----- | ----- | ----- | ----- | ---- | ---- | ---- | ------- |
| Température minimale moyenne (°C) | 2    | 2,8   | 3,8   | 6,2   | 9,4   | 12,4  | 14,4  | 14    | 12,1  | 8,9  | 4,7  | 2,6  | 7,8     |
| Température moyenne (°C)          | 5,4  | 6,7   | 8,5   | 11,1  | 14,4  | 17,8  | 20,2  | 19,7  | 17,6  | 13,7 | 8,6  | 5,9  | 12,5    |
| Température maximale moyenne (°C) | 8,7  | 10,5  | 13,1  | 15,9  | 19,5  | 23,1  | 26,1  | 25,4  | 23,1  | 18,5 | 12,4 | 9,2  | 17,7    |
| Ensoleillement (h)                | 80   | 103,9 | 153,3 | 184,5 | 204,9 | 239,6 | 276,4 | 248,3 | 199,4 | 159  | 96,8 | 78,8 | 2 024,9 |
| Précipitations (mm)               | 80,4 | 67,3  | 65,9  | 68,3  | 71,6  | 46,6  | 45,1  | 50,2  | 59,2  | 68,6 | 79,8 | 80   | 783,6   |

## Toponymie
Le nom est attesté sous la forme ancienne Sanctus Maximus (non datée, Moyen Âge).
Maxime était le nom de plusieurs saints entre le IVe et VIIe siècles. Jean Talbert avance, pour Saint-Même-les-Carrières, le nom d'un solitaire de Touraine vivant au Ve siècle,.
Pendant la Révolution, la commune s'est appelée provisoirement Les Carrières ou Carrières-Charente.
La commune Saint-Même a été créée en 1790, orthographiée aussi Saint-Mesme en 1801, du nom de la paroisse. Sur la carte de Cassini (XVIIIe siècle) elle était orthographiée St Mesimin, et sur la carte d'état-major (XIXe siècle) St Mesmins.
Elle porte son nom actuel depuis 1962.

## Histoire

### Préhistoire

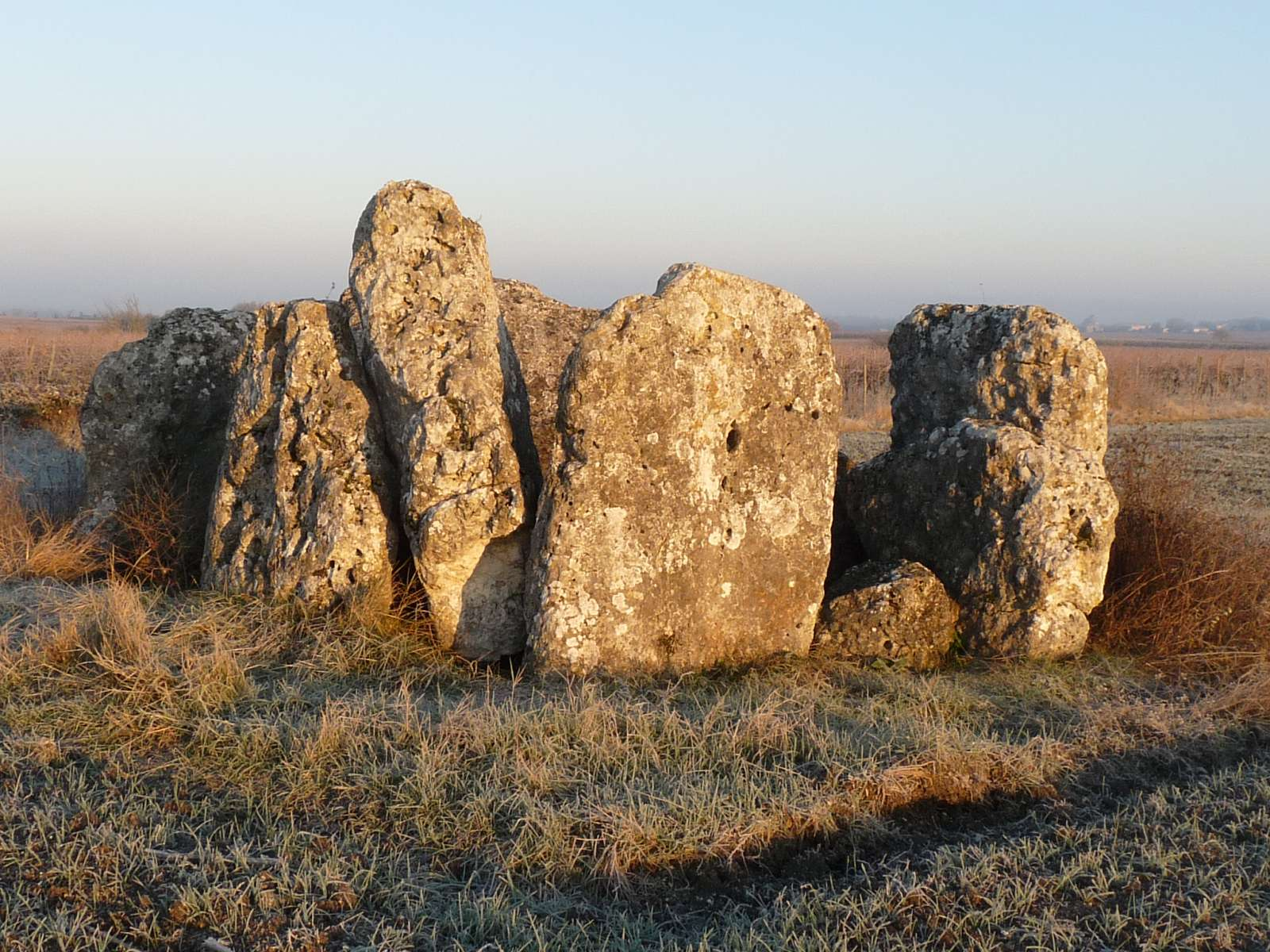
Dolmen de la Pierre Levée.

Les bords de la Charente et de ses affluents ont été des zones d'habitat préhistorique. L'abri sous roche d'Anqueville, au pied du château a livré des grattoirs, des poinçons et des pointes de flèches en silex qui signent une occupation durant la fin du Paléolithique.
Le Néolithique est marqué par un gisement à Anqueville. Et des signes de peuplement durant l'âge du bronze existent dans les balastières de Saintonge.
Un dolmen, proche du chemin Boisné a été érigé sur l'ancienne source de la Smaronne. Ce nom de Smaronne est pré-celtique, du temps où les sources étaient divinisées.

### Époque romaine
L'ancien chemin romain dit chemin Boisné Saintes-Périgueux qui passe au sud de la commune suit sans doute le tracé d'une piste gauloise. Il n'existe pas de signe de villa ou d'autre occupation durant cette période.

### Moyen Âge
Il se crée un habitat dispersé sur des essarts et la vigne prend une grande place ainsi que l'exportation du vin par la Charente.
Les carrières de Saint-Même sont des carrières de pierre de taille de calcaire doux et dur. Ce matériau a été utilisé pour la construction des églises des deux Charentes. Les carrières sont mentionnées au XIIe siècle pour la construction de l'église Saint-Léger et du pont de Cognac.
Puis, durant les périodes troublées, l'habitat se regroupe ; le vieux château de Saint-Même collé à l'église, et le château fortifié d'Anqueville sont construits. Anqueville est mentionné dans un aveu de 1245 d'Arnaud de Montausier au comte d'Angoulême. Cette terre passe ensuite aux Giraud puis aux Méhée. Durant la guerre de Cent Ans, la Charente sert de frontière entre le royaume de France au nord et la Guyenne anglaise au sud, la contrée est ravagée, les habitants ont fui et les terres sont en friche. Au XVe siècle la vallée se repeuple en partie par l'immigration depuis le Limousin et le Bas-Poitou.

### De la Renaissance à la Révolution
Les Fouilloux et les Grollet sont cités comme ayant été seigneurs de Saint-Même, mais les premières archives sûres concernent Jean III de La Roche, chevalier, baron de La Rochebeaucourt connu par son aveu au seigneur d'Angoulême en 1526,. Il a été un des plus puissants seigneurs de la cour de François Ier et son fils François fut gouverneur de l'Angoumois et sénéchal de Saintonge.
Le protestantisme apparaît vers 1550 et les Méhée d'Anqueville se convertissent tout comme Jean IV de La Roche. Un baptême est attesté en 1570. Après l'Édit de Nantes en 1598 vient une période calme et le temple protestant de Saint-Même est construit en 1615 mais rasé en 1682. Le culte, interdit à partir de 1664, se déroule au désert, dans la Combe des Loges au début du XVIIIe siècle. En 1788, il restait 22 protestants à Saint-Même.
Dès 1663, il existe une trace de Josué Guibert, maître d'école, puis il y a eu des instructeurs et des régents de la jeunesse au XVIIIe siècle. Le 23 mai 1779, les habitants réunis par le syndic votent contre l'imposition pour le salaire du maître d'école et pour son départ.
La pierre était exportée par voie fluviale, sur les gabares et sa réputation était telle qu'elle a été exportée jusqu'au Canada. Cependant, malgré ce que prétend une légende persistante, la pierre de Saint-Même n'a pas été utilisée pour le socle de la statue de la Liberté à New York, qui est en fait constitué de béton et de granit provenant du Connecticut.
Le lieu-dit la Tuilerie doit son nom à une tuilerie installée là, sur un gisement d'argile de modeste dimension, dont on a la trace dans un acte de 1742 entre le marquis de Culan et Pierre Mazeau, tuilier. Des tuiliers vont s'y succéder jusque vers 1914.

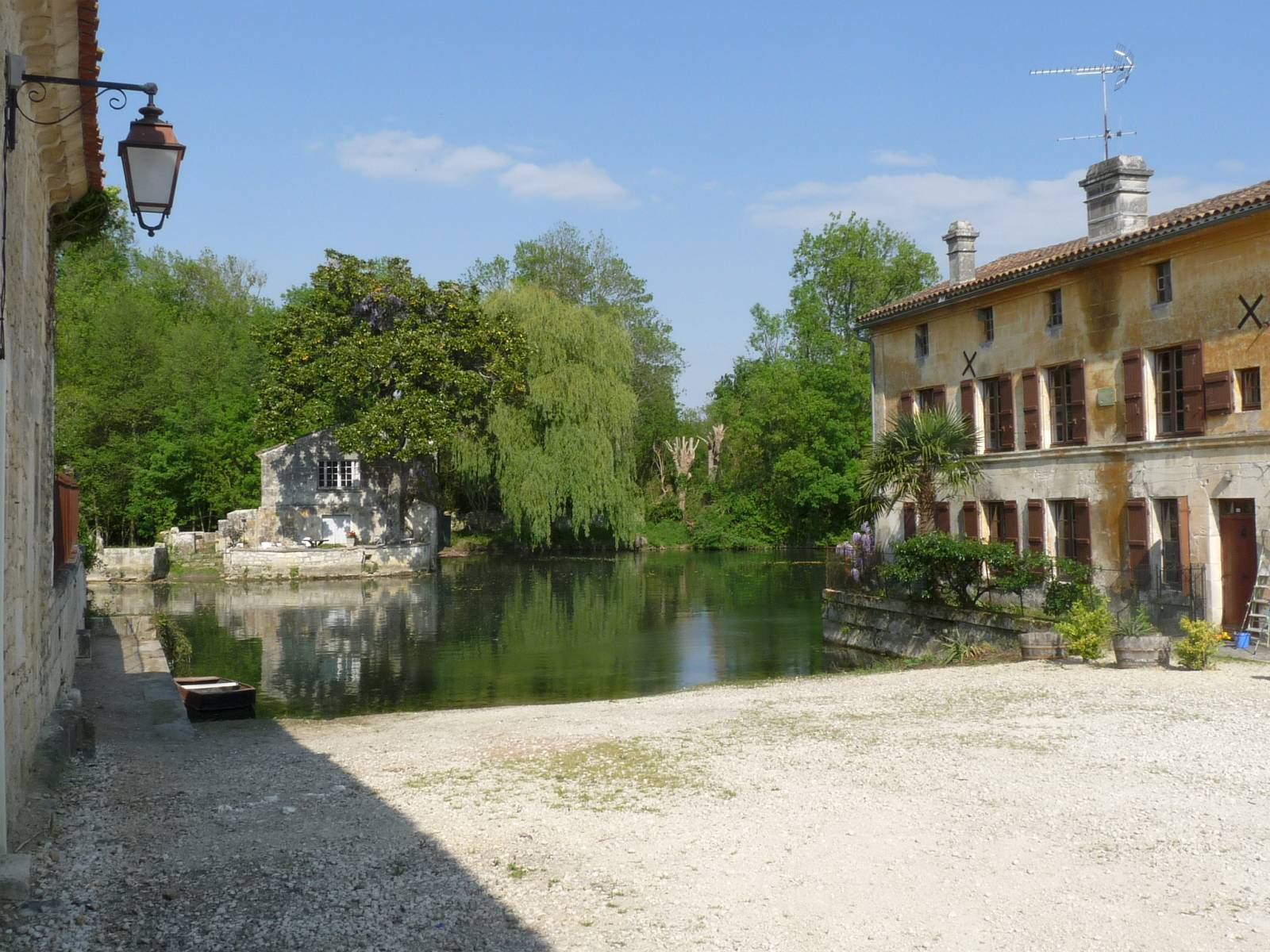
Port de Saintonge et maison du péage.

Le port de Saintonge ne possédait qu'un empierrement en pente douce et des quais d'usage local alors que celui de Vinade, avec ses quais de pierre permettait le chargement. Jusqu'à la construction du pont suspendu en 1842 puis du pont de pierre en 1884, au même endroit se trouvait le bac et c'est le seigneur de Gondeville qui percevait le droit de passage.
La halle située au centre du bourg a été détruite entre 1793 et 1813 tout comme le parquet où l'on rendait justice qui lui était attenant.

### Époque contemporaine

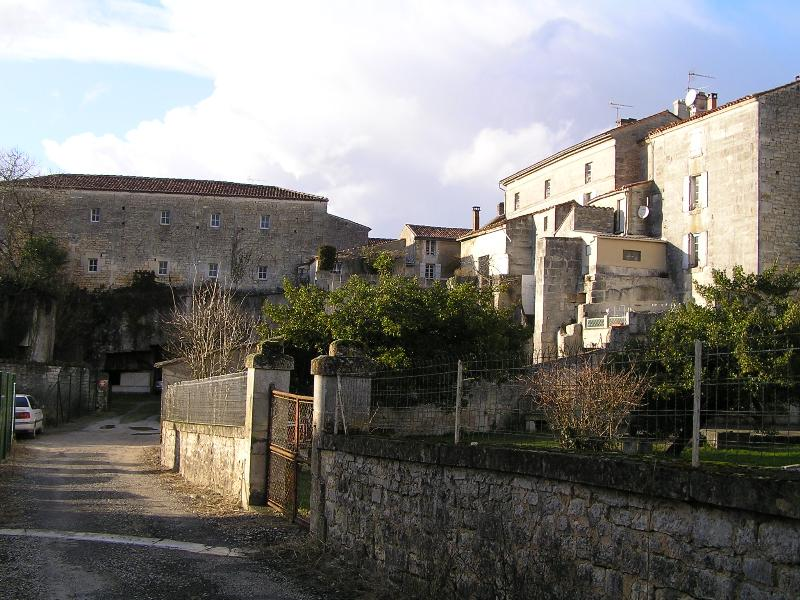
Maisons sur les falaises.

L'extraction s'est faite presque toujours à ciel ouvert jusqu'au XVIIe siècle en bordure du bourg dont certaines maisons se retrouvent perchées sur le vide. Puis l'extraction a continué en carrières souterraines autour de la partie déjà exploitée à ciel ouvert. Le pic de carrier, nommé piqueroc dans la région, au tranchant plat ou en queue d'hirondelle, est l'outil traditionnel d'extraction de la pierre. La scie est utilisée pour débiter les blocs des bancs les plus tendres à partir du milieu du XIXe siècle, grâce aux progrès métallurgiques. Suivant les mêmes progrès, la lance puis l'aiguille, appelées localement barres d'enfiche, complètent l'utilisation du pic et accélèrent l'extraction. Le pic est toutefois toujours utilisé pour sculpter les piliers, ou effectuer les souchevages, les creusements des bancs tendres, ou souchets, ou localement "miroir", surmontant les blocs à extraire.  La lampe à pétrole, puis la lampe à acétylène, ont remplacé la lampe à huile.
La loi du 21 avril 1810 qui définit des règles est peu respectée et les accidents se multiplient. Pourtant, l'arrêté des carrières de Saint-Même prorogé par l'ordonnance royale du 20 juillet 1838 va servir de modèle de règlementation aux autres carrières de Charente. En 1837 une partie des Caves noires  s'écroule en janvier, une autre en décembre, le tout sur un hectare. En 1839 c'est au tour des caves de chez Dorland et le maire prend un arrêté interdisant l'accès des Caves noires  et des caves de chez Dorland, qui n'est pas respecté. Le 14 décembre 1848 une galerie où l'extraction était interdite s'effondre en deux temps provoquant neuf morts, six hommes et trois enfants (un de sept ans et deux de dix ans). Les effondrements vont se multiplier, en 1896, 1926, 1943 au passage d'un avion et le dernier en 1970 coupant un chemin.
Jusqu'au début du XIXe siècle les hommes n'avaient pas une monoactivité, ils étaient agriculteurs et carriers. Puis ils seront tâcherons avec des salaires différents selon qu'ils sont chambreurs (c'est-à-dire pratiquant la coupe horizontale ou chambrure), manœuvres ou rouliers. Lors du mouvement de grève des carriers charentais de 1907, ceux de Saint-Même, mieux payés et disposant d'une caisse de secours et d'un syndicat n'y participent pas.
Vers 1900, il y avait environ cinquante entreprises occupant environ 120 personnes. Quand la société Rocamat a fermé en 1975 elle n'employait plus que huit carriers et quinze tailleurs de pierres.
Un témoignage de 1922 nous parle d'une embauche à douze ans pour trois ans d'apprentissage durant lesquels le jeune sera manœuvre.

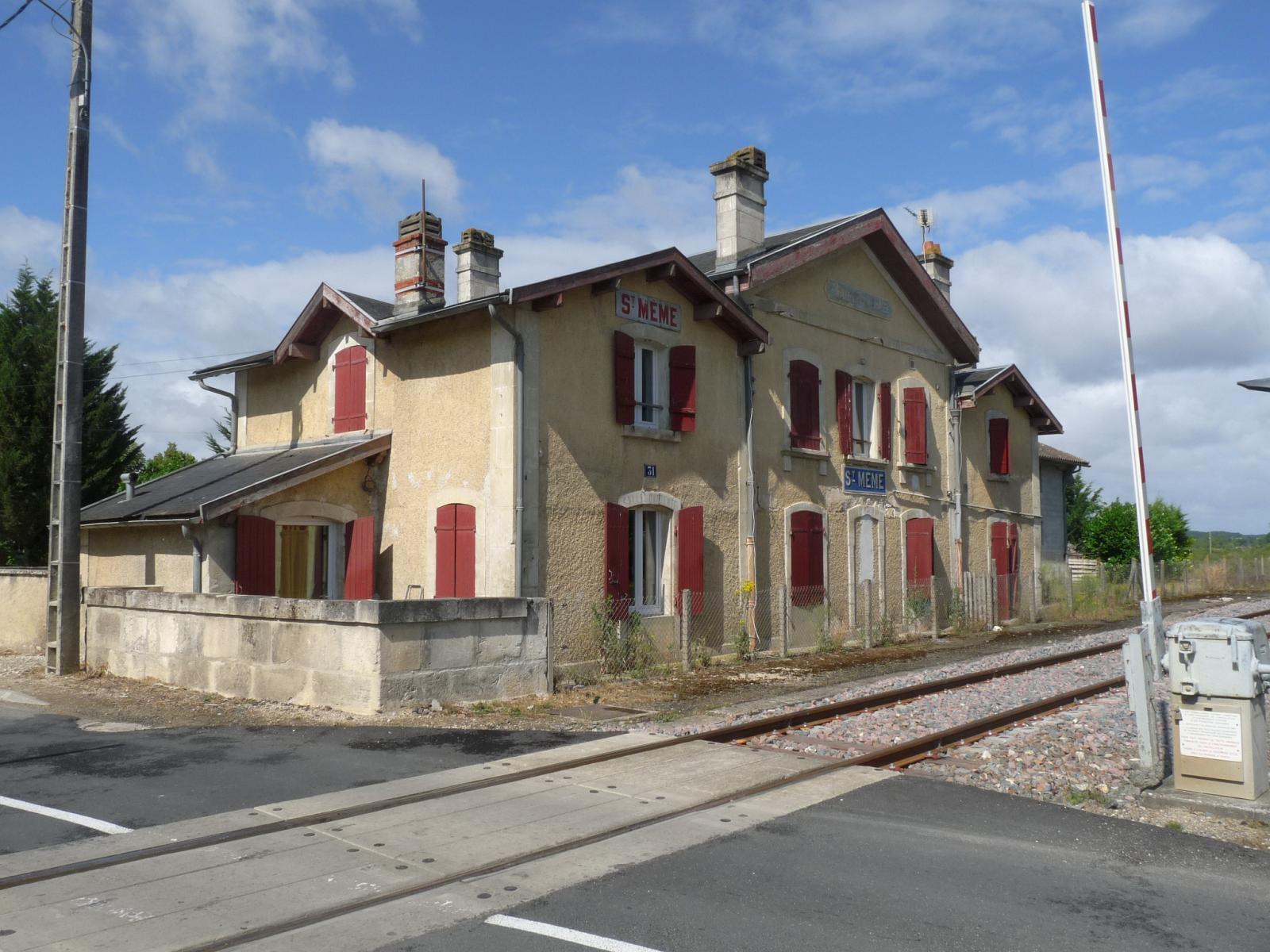
L'ancienne gare de Saint-Même.

La ligne de chemin de fer Cognac-Angoulême créée par la Compagnie des Charentes est ouverte au trafic voyageur le 22 octobre 1867 et au trafic marchandises fin mars 1868 mais la gare n'était pas encore construite. En 1881, c'est 10 000 tonnes de pierre de Saint-Même qui sont réceptionnées en gare d'Angoulême. En 1903, la gare, agrandie, comportait les doubles voies et six voies de service équipées d'un treuil roulant et d'une grue roulante.
En 1834, le premier instituteur laïque a 35 élèves mais pas d'école. Des locaux sont loués. En 1874, il y a deux instituteurs.
Pour les filles, les religieuses tiennent l'école communale avec 70 élèves en 1859 et il existait aussi une institution libre fréquentée en particulier par les protestants. En 1882, les institutrices religieuses sont remplacées par des institutrices laïques et les religieuses se consacrent à l'école enfantine jusqu'à leur départ en 1904. Une école privée pour pensionnaires rouvre à partir de 1906.
Il faut attendre 1964 pour que l'école publique devienne mixte.
En 1936, le premier champignonniste s'installe dans des salles des carrières, suivi de plusieurs autres[réf. nécessaire].

## Administration

### Situation administrative

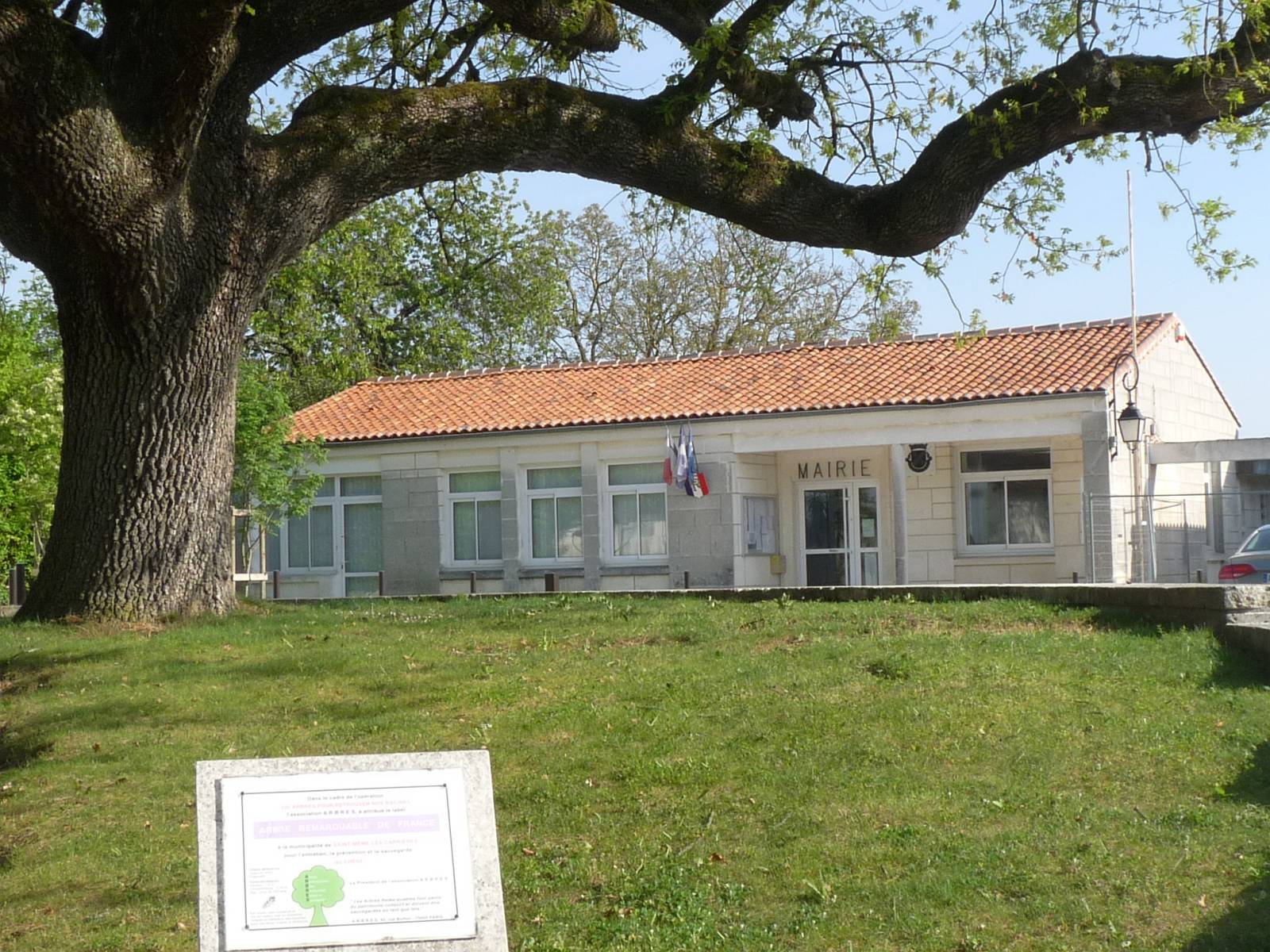
La mairie et le chêne.

La commune de Saint-Même-les-Carrières a été créée en 1790 sous le nom de Saint-Même, dans le canton de Segonzac, le district devenu arrondissement de Cognac et le département de la Charente. Bien que faisant partie du canton de Segonzac elle s'est associée comme Bourg-Charente et Gondeville à la communauté de communes de Jarnac. Celle-ci appartient au Pays Ouest-Charente Pays du cognac (qui ne se recoupe pas avec la circonscription législative).
La sous-préfecture est à Cognac.
Le SIVOM, syndicat intercommunal, a gardé les compétences d'entretien de la Soloire, des fossés du Pays-Bas, de l'ancien syndicat de cylindrage, de l'eau et de l'assainissement. Le SVDM, syndicat départemental, lui a repris la compétence déchets ménagers (collecte et traitement).

### Fiscalité
La fiscalité en 2007 est d'un taux de 13,65 % sur le bâti, 40,15 % sur le non bâti, et 4,88 %  pour la taxe d'habitation.
La communauté de communes de Jarnac prélève la taxe professionnelle au taux de 10,26 %.

## Urbanisme

### Typologie
Au 1er janvier 2024, Saint-Même-les-Carrières est catégorisée commune rurale à habitat dispersé, selon la nouvelle grille communale de densité à 7 niveaux définie par l'Insee en 2022.
Elle est située hors unité urbaine et hors attraction des villes,.

### Occupation des sols
L'occupation des sols de la commune, telle qu'elle ressort de la base de données européenne d’occupation biophysique des sols Corine Land Cover (CLC), est marquée par l'importance des territoires agricoles (84 % en 2018), en diminution par rapport à 1990 (86,6 %). La répartition détaillée en 2018 est la suivante : 
cultures permanentes (62,4 %), terres arables (10,5 %), zones agricoles hétérogènes (10,5 %), eaux continentales (5,6 %), zones urbanisées (5,2 %), forêts (5,2 %), prairies (0,6 %). L'évolution de l’occupation des sols de la commune et de ses infrastructures peut être observée sur les différentes représentations cartographiques du territoire : la carte de Cassini (XVIIIe siècle), la carte d'état-major (1820-1866) et les cartes ou photos aériennes de l'IGN pour la période actuelle (1950 à aujourd'hui).

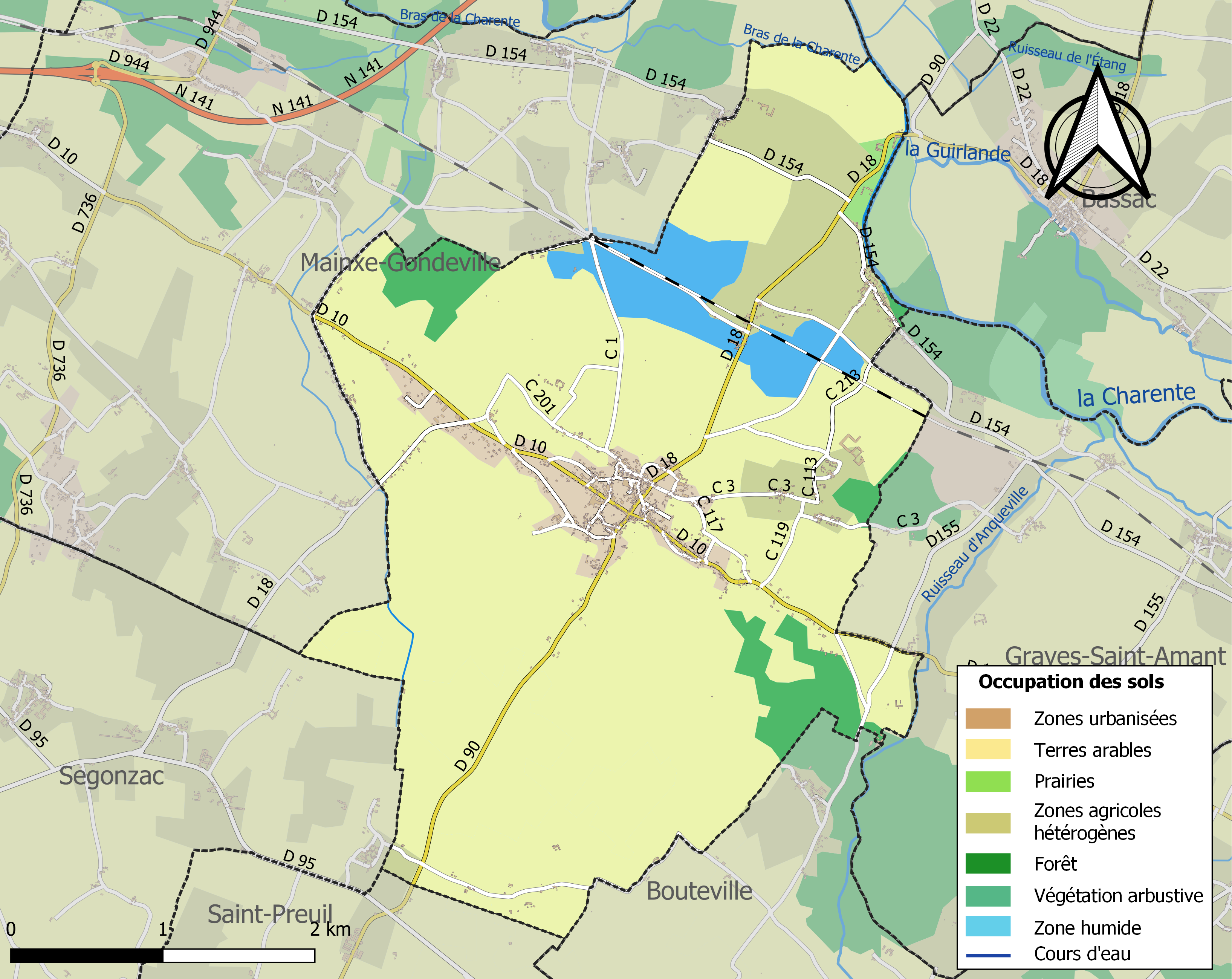
Carte des infrastructures et de l'occupation des sols de la commune en 2018 (CLC).

### Jumelages
- Avelãs de Caminho (Portugal)

### Risques majeurs
Le territoire de la commune de Saint-Même-les-Carrières est vulnérable à différents aléas naturels : météorologiques (tempête, orage, neige, grand froid, canicule ou sécheresse), inondations, mouvements de terrains et séisme (sismicité modérée). Un site publié par le BRGM permet d'évaluer simplement et rapidement les risques d'un bien localisé soit par son adresse soit par le numéro de sa parcelle.
La commune fait partie du territoire à risques importants d'inondation (TRI) Saintes-Cognac-Angoulême, regroupant 46 communes concernées par un risque de débordement du fleuve Charente (34 en Charente et 12 en Charente-Maritime), un des 18 TRI qui ont été arrêtés fin 2012 sur le bassin Adour-Garonne. Les événements antérieurs à 2014 les plus significatifs sont les crues de l'hiver 1779, de 1842, de 1859, du 9 décembre 1882 du 19 février 1904, du 10 janvier 1961, de mars-avril 1962, du 24 décembre 1982 et du 8 janvier 1994. Des cartes des surfaces inondables ont été établies pour trois scénarios : fréquent (crue de temps de retour de 10 ans à 30 ans), moyen (temps de retour de 100 ans à 300 ans) et extrême (temps de retour de l'ordre de 1 000 ans, qui met en défaut tout système de protection). La commune a été reconnue en état de catastrophe naturelle au titre des dommages causés par les inondations et coulées de boue survenues en 1982, 1987, 1988, 1993, 1999 et 2021,.

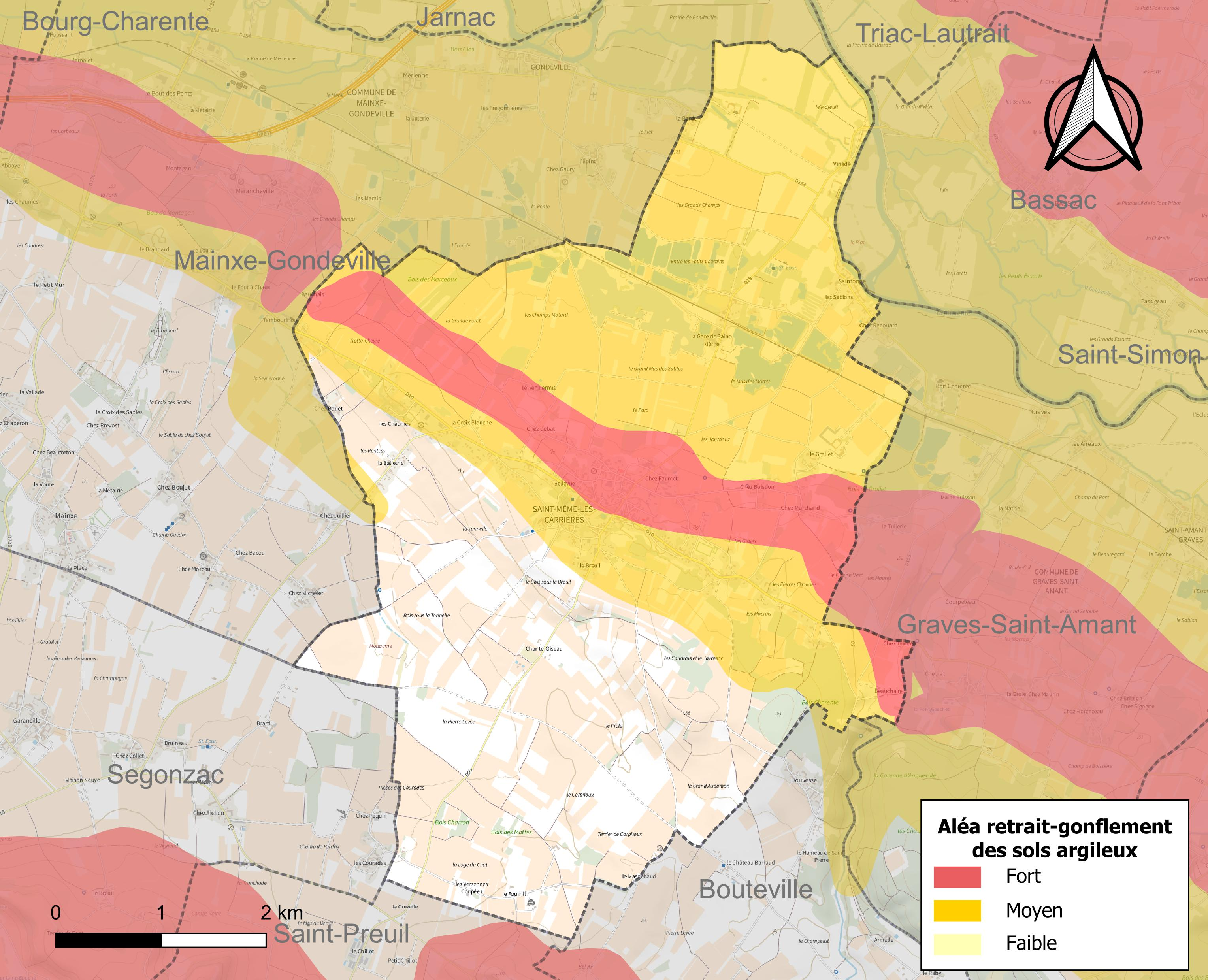
Carte des zones d'aléa retrait-gonflement des sols argileux de Saint-Même-les-Carrières.

Les mouvements de terrains susceptibles de se produire sur la commune sont des éboulements, chutes de pierres et de blocs.
Le retrait-gonflement des sols argileux est susceptible d'engendrer des dommages importants aux bâtiments en cas d’alternance de périodes de sécheresse et de pluie. 61,1 % de la superficie communale est en aléa moyen ou fort (67,4 % au niveau départemental et 48,5 % au niveau national). Sur les 576 bâtiments dénombrés sur la commune en 2019,  532 sont en aléa moyen ou fort, soit 92 %, à comparer aux 81 % au niveau départemental et 54 % au niveau national. Une cartographie de l'exposition du territoire national au retrait gonflement des sols argileux est disponible sur le site du BRGM,.
Par ailleurs, afin de mieux appréhender le risque d’affaissement de terrain, l'inventaire national des cavités souterraines permet de localiser celles situées sur la commune.
Concernant les mouvements de terrains, la commune a été reconnue en état de catastrophe naturelle au titre des dommages causés par des mouvements de terrain en 1993 et 1999.

## Démographie

### Évolution démographique
L'évolution du nombre d'habitants est connue à travers les recensements de la population effectués dans la commune depuis 1793. Pour les communes de moins de 10 000 habitants, une enquête de recensement portant sur toute la population est réalisée tous les cinq ans, les populations de référence des années intermédiaires étant quant à elles estimées par interpolation ou extrapolation. Pour la commune, le premier recensement exhaustif entrant dans le cadre du nouveau dispositif a été réalisé en 2004.

En 2022, la commune comptait 1 029 habitants, en évolution de −4,9 % par rapport à 2016 (Charente : −0,48 %, France hors Mayotte : +2,11 %).
| 1793 | 1800 | 1806 | 1821 | 1831  | 1841  | 1846  | 1851  | 1856  |
| ---- | ---- | ---- | ---- | ----- | ----- | ----- | ----- | ----- |
| 910  | 864  | 875  | 985  | 1 050 | 1 116 | 1 145 | 1 279 | 1 221 |

| 1861  | 1866  | 1872  | 1876  | 1881  | 1886  | 1891  | 1896  | 1901  |
| ----- | ----- | ----- | ----- | ----- | ----- | ----- | ----- | ----- |
| 1 423 | 1 447 | 1 476 | 1 540 | 1 564 | 1 566 | 1 527 | 1 541 | 1 492 |

| 1906  | 1911  | 1921  | 1926  | 1931  | 1936  | 1946  | 1954  | 1962  |
| ----- | ----- | ----- | ----- | ----- | ----- | ----- | ----- | ----- |
| 1 465 | 1 420 | 1 196 | 1 186 | 1 124 | 1 033 | 1 071 | 1 156 | 1 189 |

| 1968  | 1975  | 1982  | 1990  | 1999  | 2004  | 2006  | 2009  | 2014  |
| ----- | ----- | ----- | ----- | ----- | ----- | ----- | ----- | ----- |
| 1 213 | 1 248 | 1 171 | 1 108 | 1 052 | 1 078 | 1 094 | 1 095 | 1 094 |

| 2019  | 2022  | - | - | - | - | - | - | - |
| ----- | ----- | - | - | - | - | - | - | - |
| 1 032 | 1 029 | - | - | - | - | - | - | - |

### Pyramide des âges
La population de la commune est relativement âgée.
En 2018, le taux de personnes d'un âge inférieur à 30 ans s'élève à 27,4 %, soit en dessous de la moyenne départementale (30,2 %). À l'inverse, le taux de personnes d'âge supérieur à 60 ans est de 32,3 % la même année, alors qu'il est de 32,3 % au niveau départemental.
En 2018, la commune comptait 517 hommes pour 533 femmes, soit un taux de 50,76 % de femmes, légèrement inférieur au taux départemental (51,59 %).
Les pyramides des âges de la commune et du département s'établissent comme suit.
| Hommes | Classe d’âge | Femmes |
| ------ | ------------ | ------ |
| 0,8    | 90 ou +      | 0,6    |
| 11,2   | 75-89 ans    | 10,9   |
| 19,5   | 60-74 ans    | 21,8   |
| 25,2   | 45-59 ans    | 23,5   |
| 15,4   | 30-44 ans    | 16,4   |
| 11,0   | 15-29 ans    | 11,3   |
| 16,9   | 0-14 ans     | 15,6   |

| Hommes | Classe d’âge | Femmes |
| ------ | ------------ | ------ |
| 1      | 90 ou +      | 2,7    |
| 9,2    | 75-89 ans    | 12     |
| 20,6   | 60-74 ans    | 21,3   |
| 20,7   | 45-59 ans    | 20,3   |
| 16,8   | 30-44 ans    | 16     |
| 15,6   | 15-29 ans    | 13,4   |
| 16,1   | 0-14 ans     | 14,3   |

### Remarques
Saint-Même-les-Carrières a connu un fort accroissement (+ 80 %) de sa population durant le XIXe siècle puis une perte de 30 % au début du XXe siècle de 1901 à 1936 suivie d'une stabilisation.

## Économie
Sur la commune, au recensement de 1999, il y avait 11,7 % de chômeurs et 405 actifs ayant un emploi, 331 salariés et 74 non salariés. Parmi eux, 139 travaillaient et résidaient dans la commune.

### Agriculture
La viticulture et la distillation sont une activité importante, le territoire est dans la zone d'appellation d'origine contrôlée cognac, en Grande Champagne, premier cru classé du cognac. Plusieurs viticulteurs font de la vente directe de pineau des Charentes et de cognac.
La SA Rémy-Martin a une distillerie au Grollet et le cognac Croizet est aussi installé sur la commune.

### Industrie
Si la dernière carrière de pierre a fermé en 1977 il reste encore deux tailleurs de pierres et des sablières qui sont exploitées pour le sable et pour le gravier.
Il y a toujours un champignonniste qui produit des champignons de Paris.

### Commerces
La plupart des commerces sont présents à Saint-Même : supérette, boulanger, boulanger-pâtissier, fleuriste, coiffeurs, ainsi que des artisans, garagiste, maçon, plâtrier-carreleur, électricien, plombier-chauffagiste, serrurier, négoce de bois, entreprise de travaux agricoles, coursier.

### Tourisme
Les touristes sont hébergés dans les chambres d'hôtes de la ferme "les cascades de Saintonge" et du château d'Anqueville.

## Équipements, services et vie locale

### Enseignement

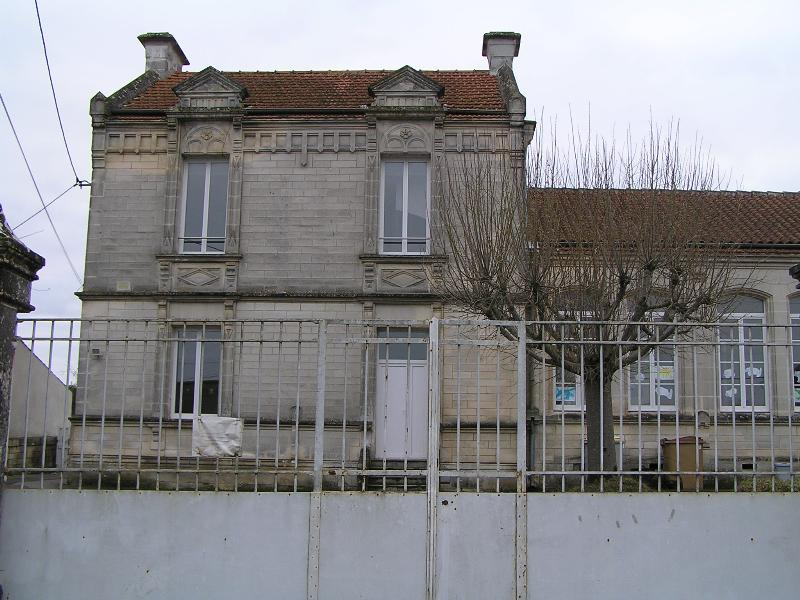
École primaire publique.

L'école primaire publique se trouve rue des écoles, à l'emplacement de l'ancienne école de filles. Elle comprend une classe de maternelle et trois classes d'élémentaire. Le collège est à Châteauneuf et le lycée est à Cognac avec le transport scolaire adapté.

### Santé
Saint-Même-les-Carrières dispose d'un médecin généraliste, d'un dentiste, d'une pharmacie et d'un cabinet de deux infirmières.
L'hôpital le plus proche est à Cognac et la clinique la plus proche à Châteaubernard.

### Sports et activités

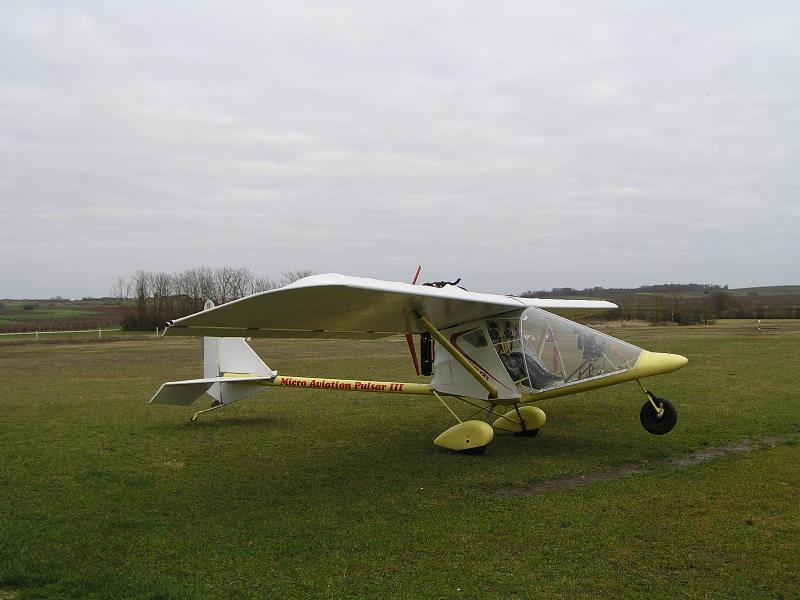
Aéroclub de la Pierre levée.

Il y a un terrain de football et un terrain de tennis.
Le club athlétique de Saint-Même-les-Carrières et l'aéro-club de la Pierre levée sont les principaux clubs.
Les enfants ont une école de basket-ball.

### Culture
La SMPATRIM, ou Saint-Même Patrimoine, association qui, en plus du site des carrières, emblématique du village, a entrepris la sauvegarde des salles voûtées du vieux château de Saint-Même et de l'immeuble du four banal. Elle organise des fêtes, rencontres et soirées théâtrales.
La BCD (bibliothèque - centre de documentation) de l'école est ouverte à tous les habitants.
Association culturelle AMIT, ou Association Mouvement Intellectuel Tsigane. Son but est d'identifier et de diffuser la culture tsigane, sous toutes ses formes, comme une part active de la culture locale et nationale. L'AMIT anime, depuis de nombreuses années, les villages de Charente, les rives du fleuve et d'ailleurs, en diffusant théâtre, expositions, et ateliers ouverts au public.
Djungalo Teatro, est une compagnie de théâtre itinérante basée à Saint-Même-les-Carrières.
L'artiste plasticien Marcel Hognon a son atelier au cœur du village. Il est également auteur (contes, livres, théâtre) et a reçu de nombreux prix.

## Lieux et monuments

### Patrimoine religieux

#### Église Saint-Maxime
L'église paroissiale Saint-Maxime, ou Saint-Même, de l'ancien diocèse de Saintes, date du troisième tiers du XIIe siècle. Elle a été consacrée à saint Maximus, dont le nom peut se franciser en Maxime (forme savante, à côté de la forme populaire Mesme, devenue Même). On ne sait s'il y a eu une confusion en Mesmin (de Maximinus) mais en français l'évolution normale de Maximus est Même. L'église peut avoir comme patron Maxime le Confesseur ou avoir été dédiée à un autre saint Maximus, saint Même qui fonda un monastère à Chinon au Ve siècle.
Elle a beaucoup souffert pendant les guerres de religion et a été restaurée en 1680. La nef possède deux travées, sous voûtes d'ogives portées par des colonnes sur dosserets. La première date de 1731 et une clé de voûte porte cette date et les armes d'Alexandre de Culant, seigneur de Saint-Même à cette période. Le seigneur de Culant, fut marié avec une femme Tsigane, dont il eut deux enfants. Un transept suivait et une crypte gothique existait sous le croisillon sud dont on voit les ruines ; il ne subsiste que le carré, plus étroit que la nef, sous le clocher. Il est couvert d'une coupole sur pendentifs. Des fenêtres sont percées de chaque côté des travées de la nef.
L'abside, semi-circulaire, est ornée d'une arcature à sept ouvertures, sur colonnes, dont trois sont percées de fenêtres à colonnettes.
La façade, du XVIIIe siècle, est précédée d'un porche sous berceau. Le mur nord de la nef a reçu des contreforts longs et plats. Le clocher, à souche carrée, a un étage refait, à une ouverture en plein cintre sur les faces; sur un cordon, s'élève une flèche conique en pierre, à écailles, et accostée, sur les angles, de quatre pinacles modernes, formés d'un petit pilier, surmonté d'une boule,,.
Elle possède une crypte inscrite monument historique depuis 1991.
Deux tableaux du peintre charentais Jules Émile Vibert (1917-1995), originaire de Saint-Même-les-Carrières, sont exposés à la tribune : une Vierge à l'enfant réalisée en 1949 d'après Mignard et une Sainte famille réalisée vers 1950 d'après une toile de Murillo.
Une porte murée du côté nord devait permettre l'accès direct depuis le château qui jouxtait l'église.

L'église Saint-Maxime
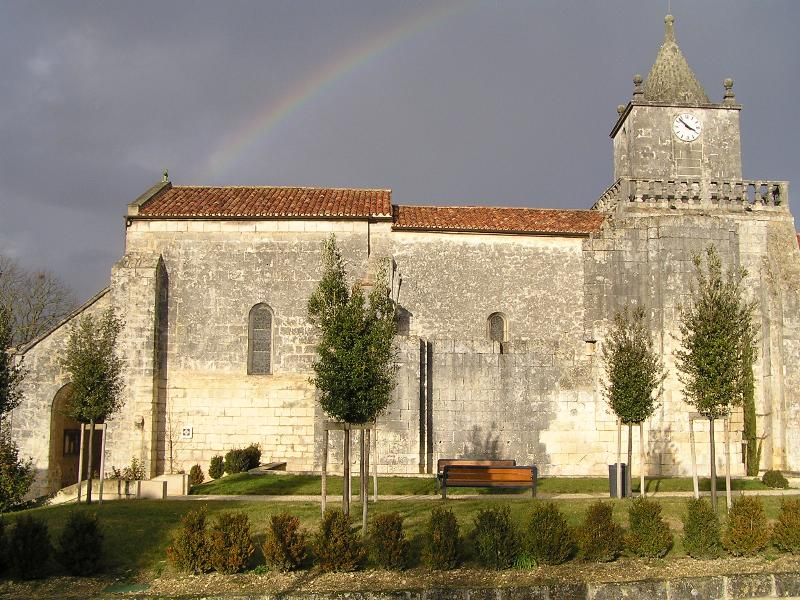
L'église sous la lumière de Charente.
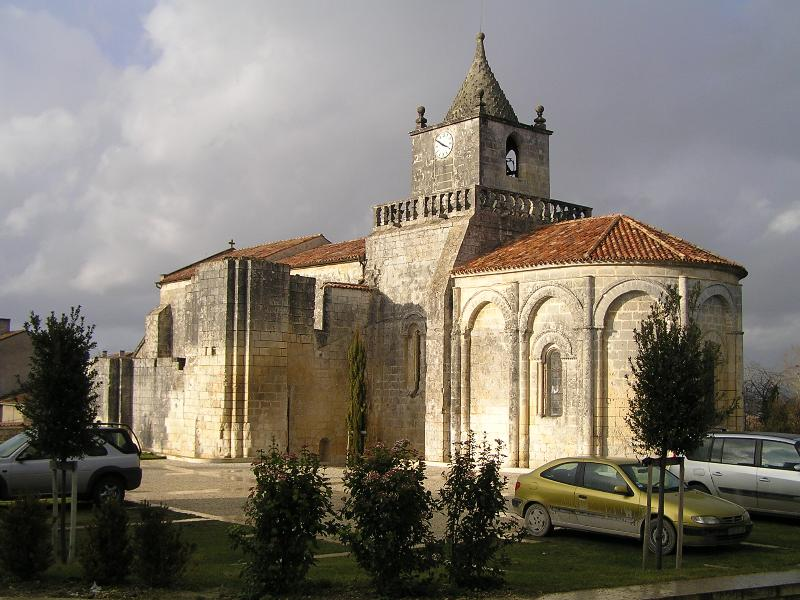
La nef.
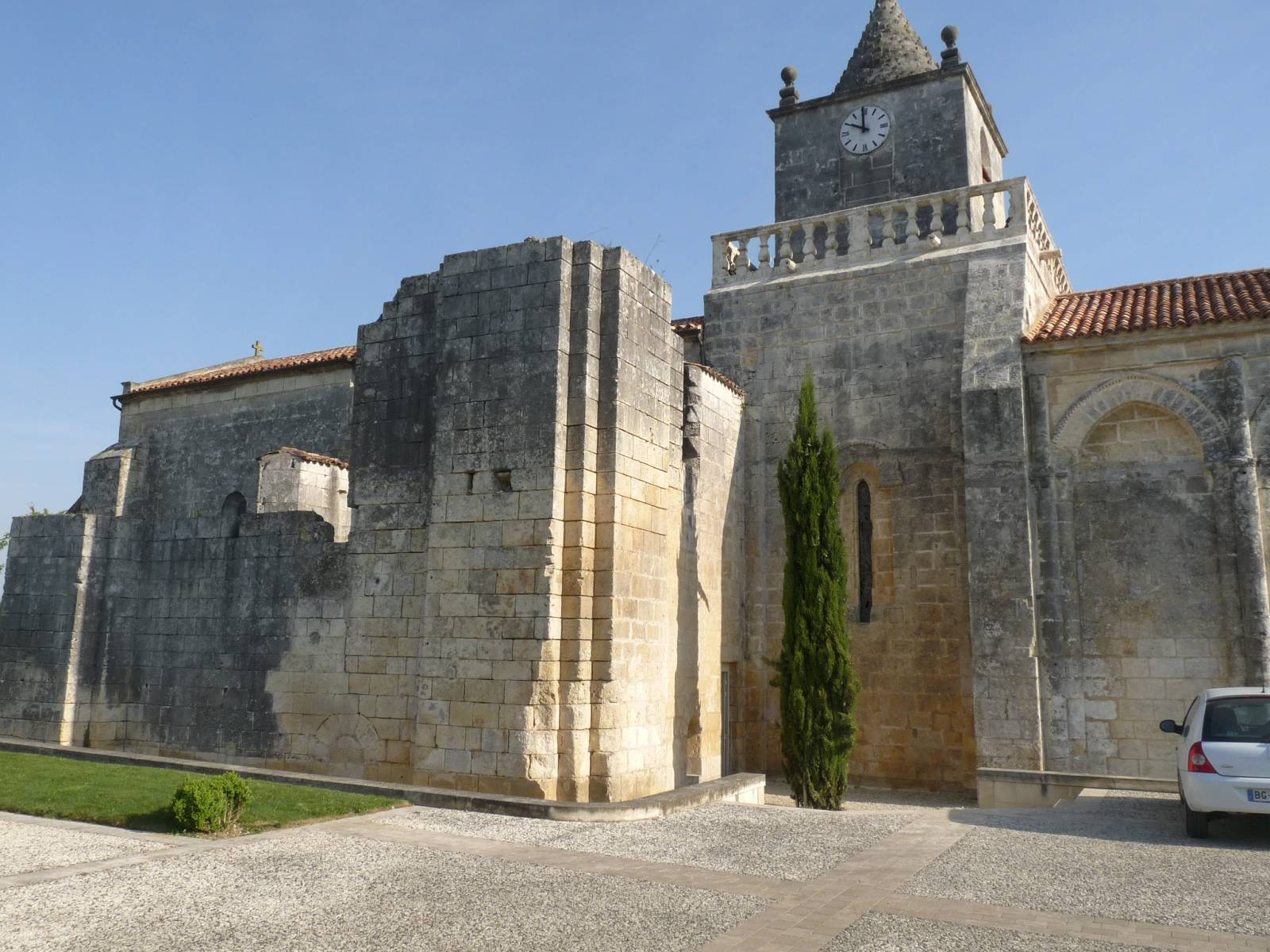
Vestiges d'un ancien prieuré ou chapelle latérale côté .nord
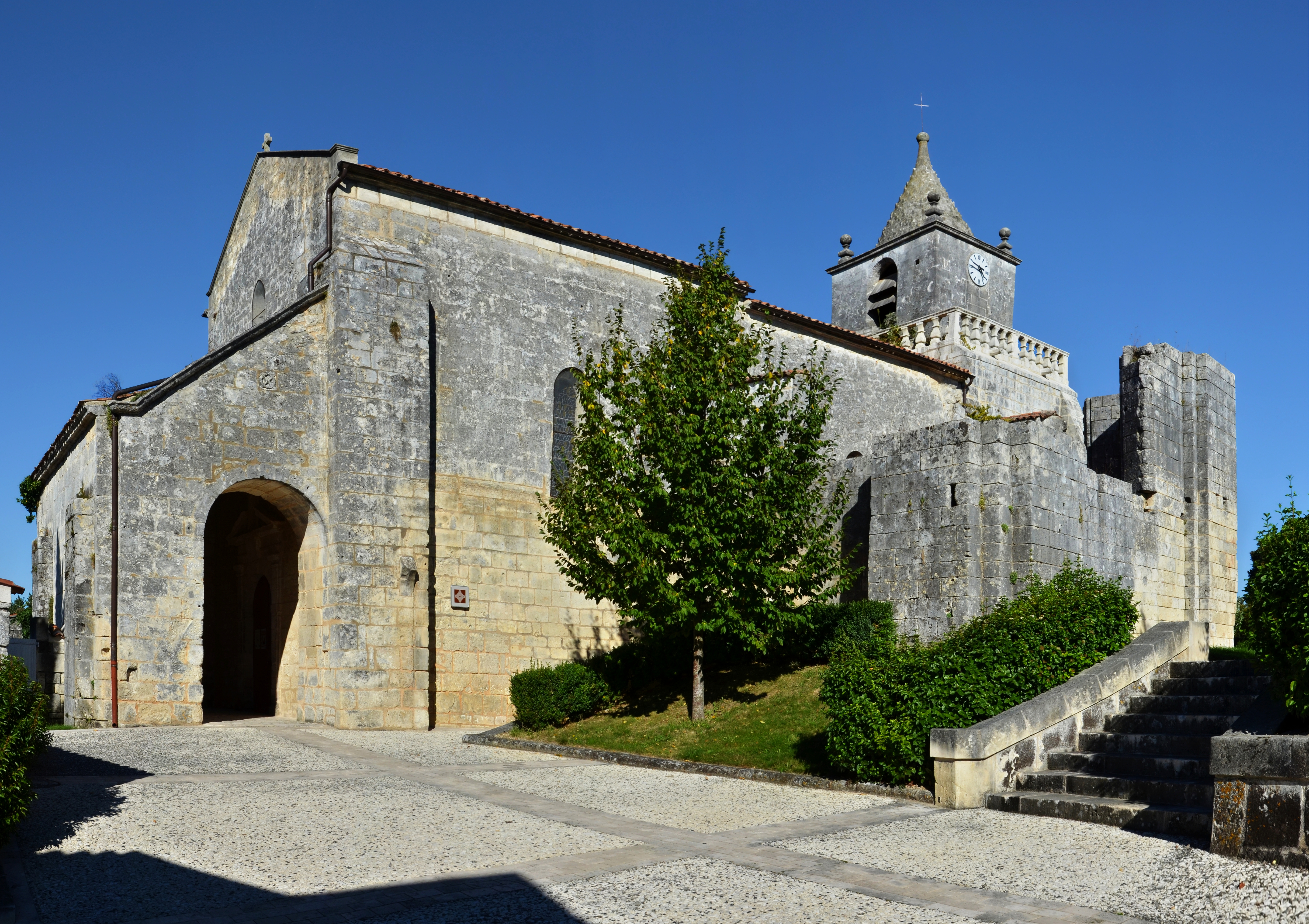
Vue latérale avec l'entrée côté ouest.
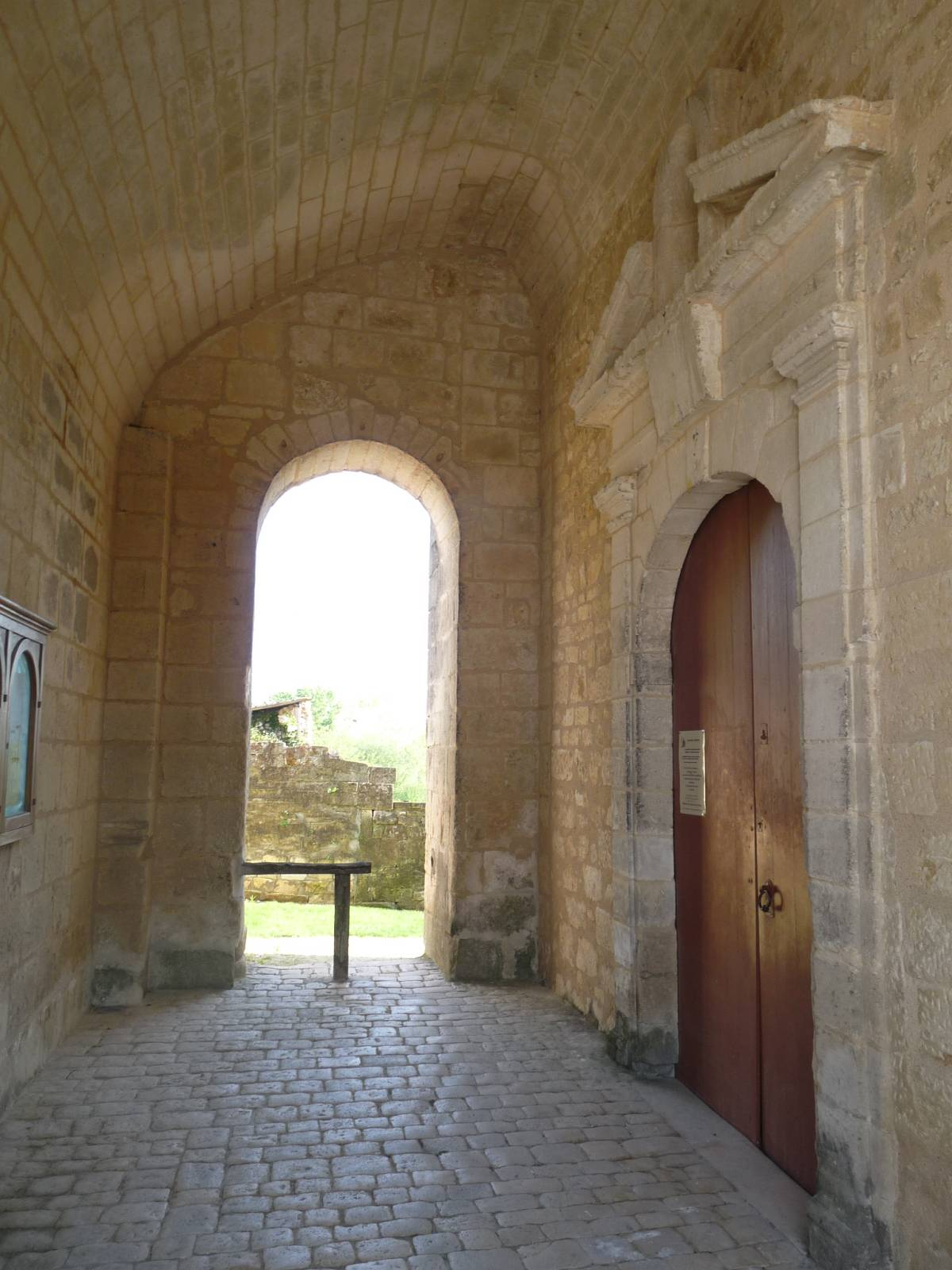
Le porche d'entrée.
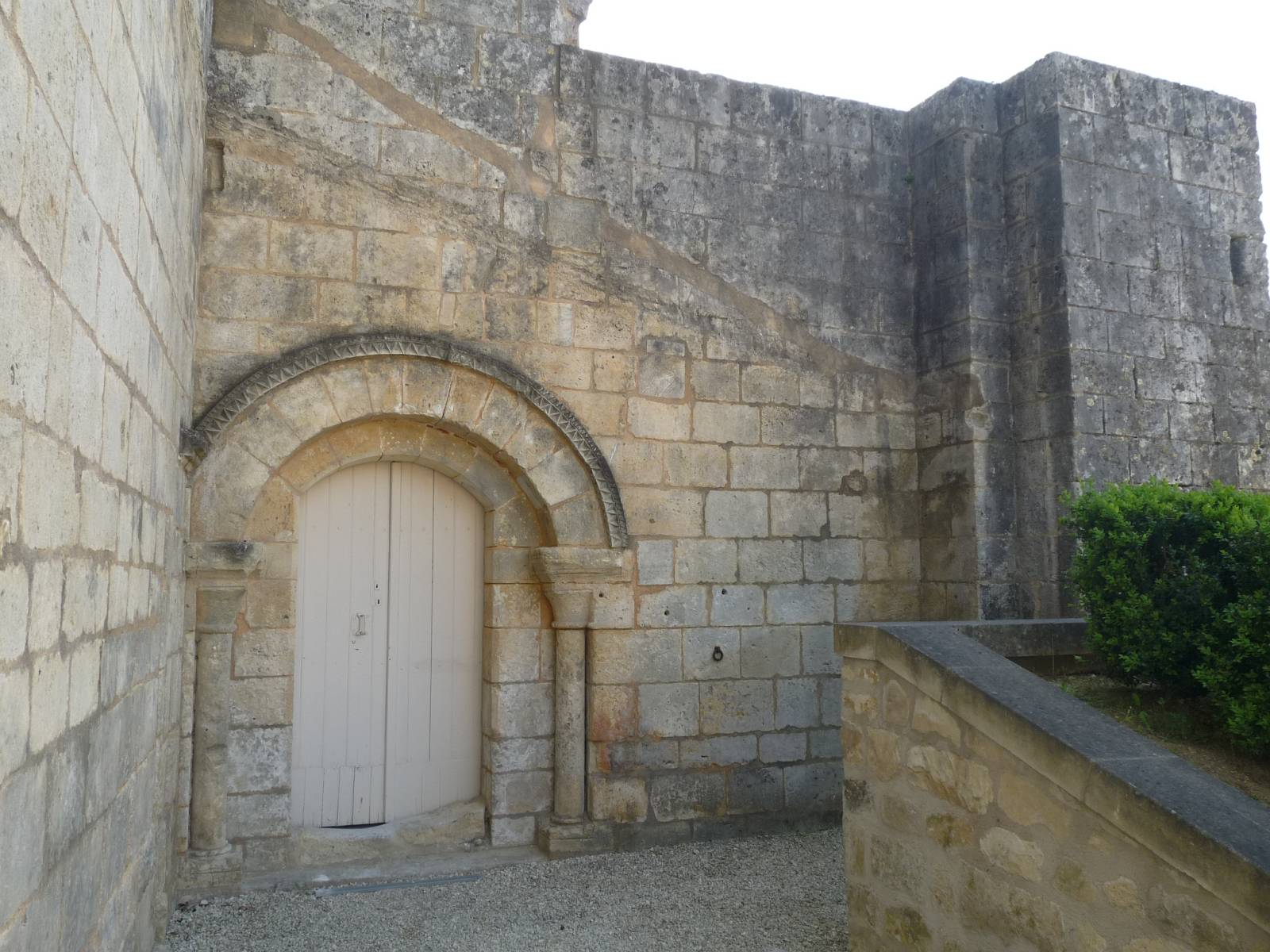
Sacristie ou ancien collatéral côté nord.
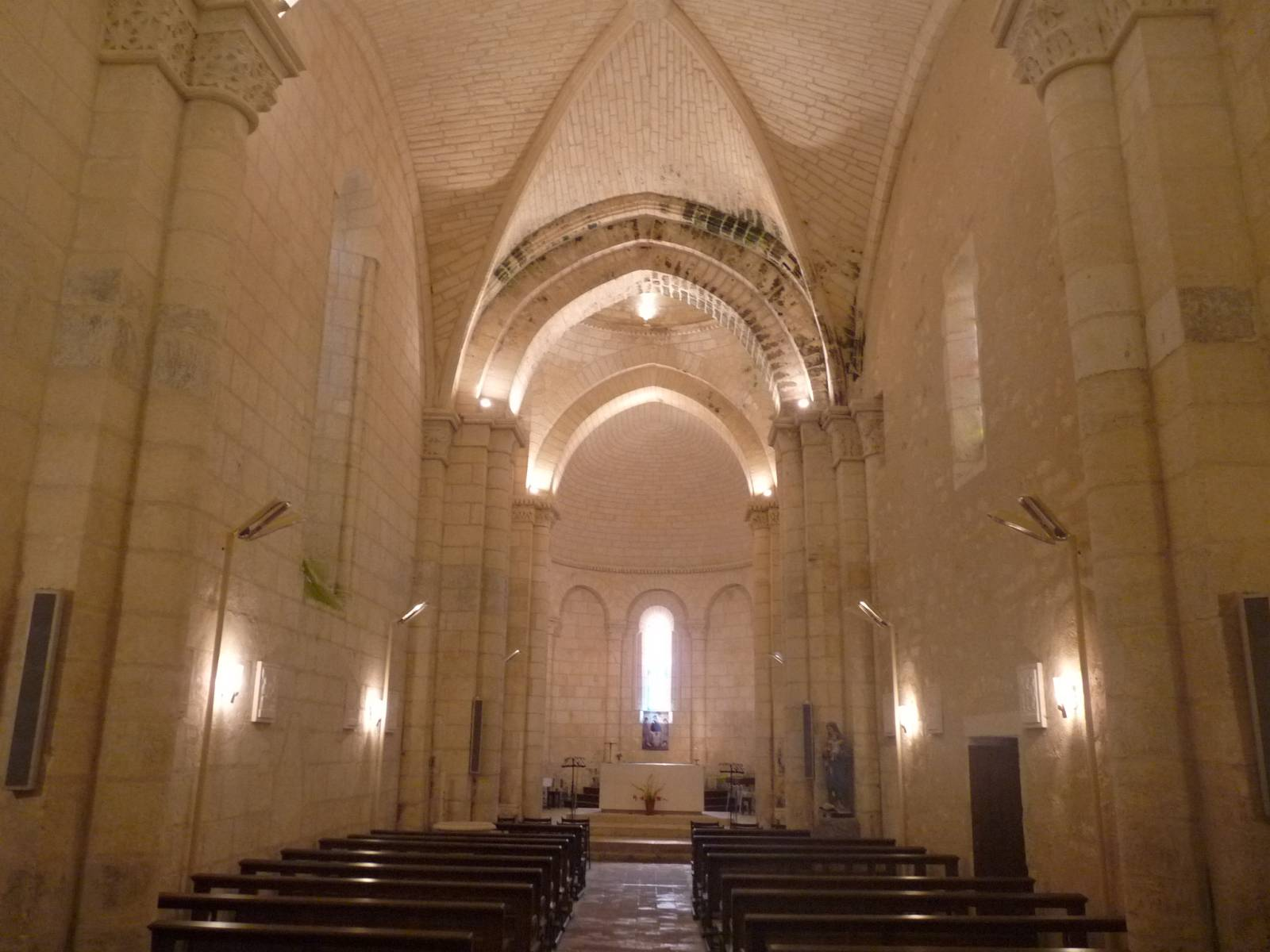
L'intérieur.

#### Le temple protestant
Le temple aurait été construit en 1615, puis fermé en 1683. Il aurait servi de grange aux dîmes à la fin de l'Ancien Régime, puis de théâtre jusqu'en 1912,.

### Patrimoine civil

#### Les carrières
Les carrières forment un labyrinthe et les plus connues se nomment Grand'caves, Caves-noires, Mocrais et Anqueville.

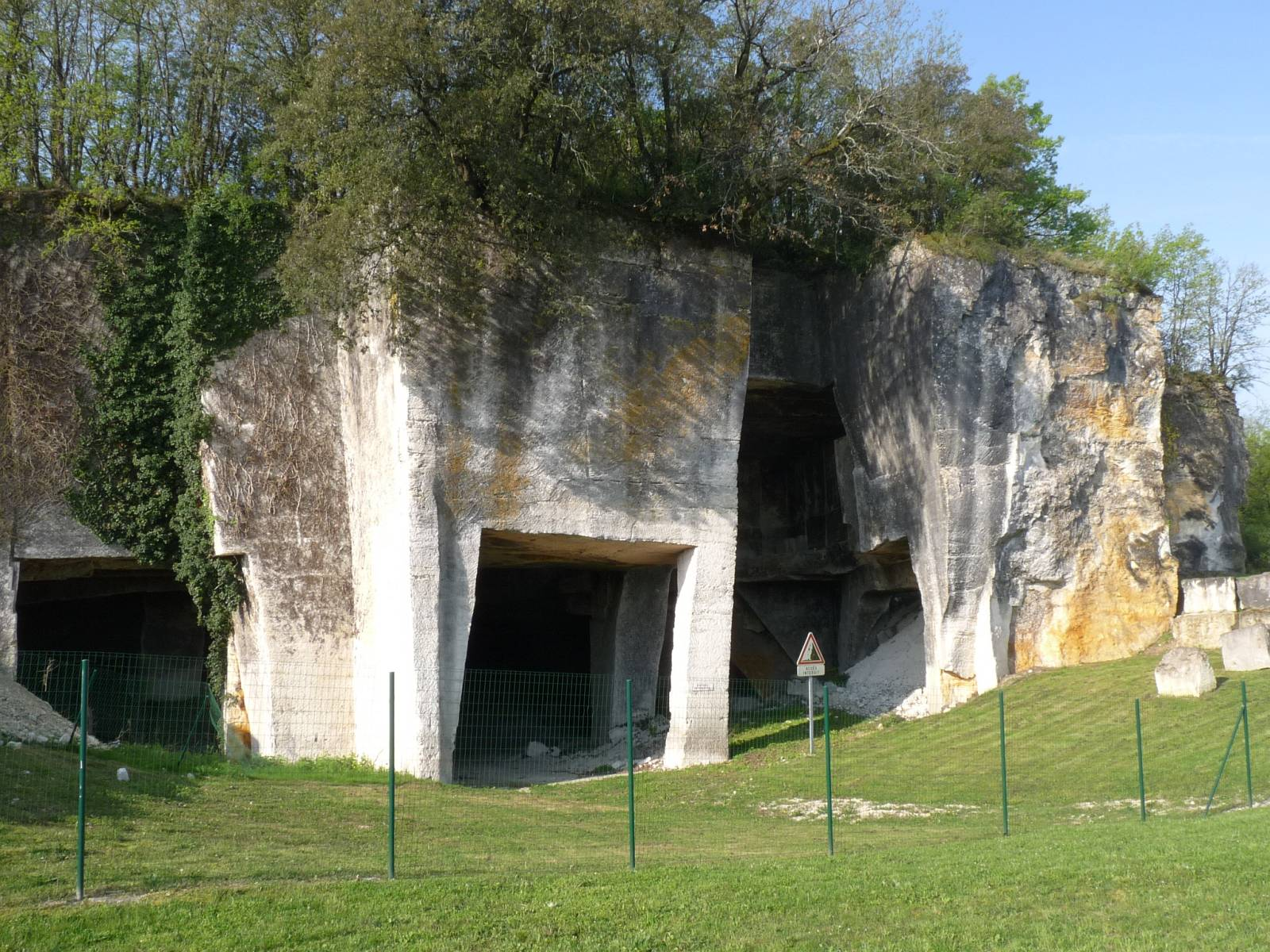
Les Caves noires.
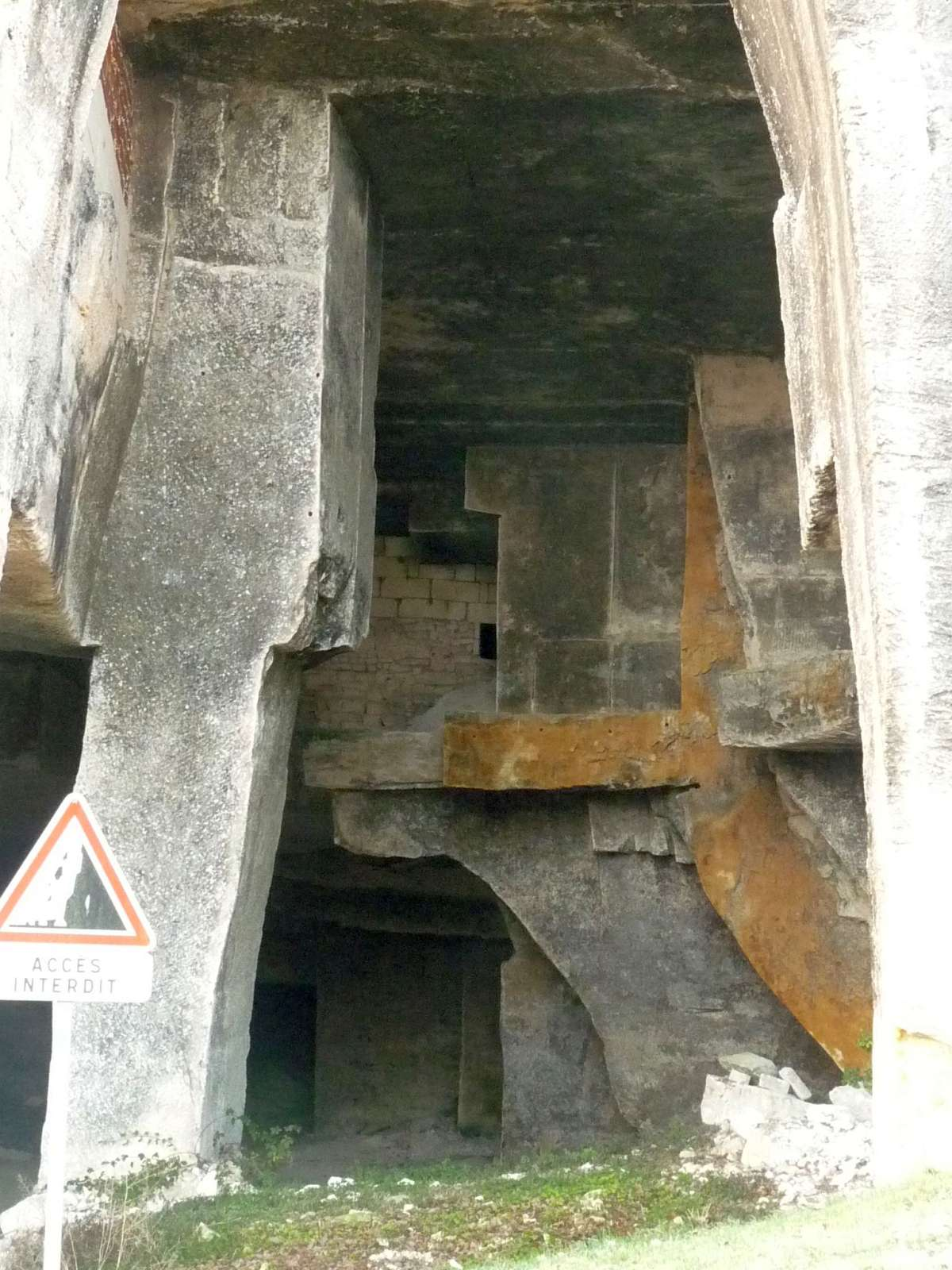
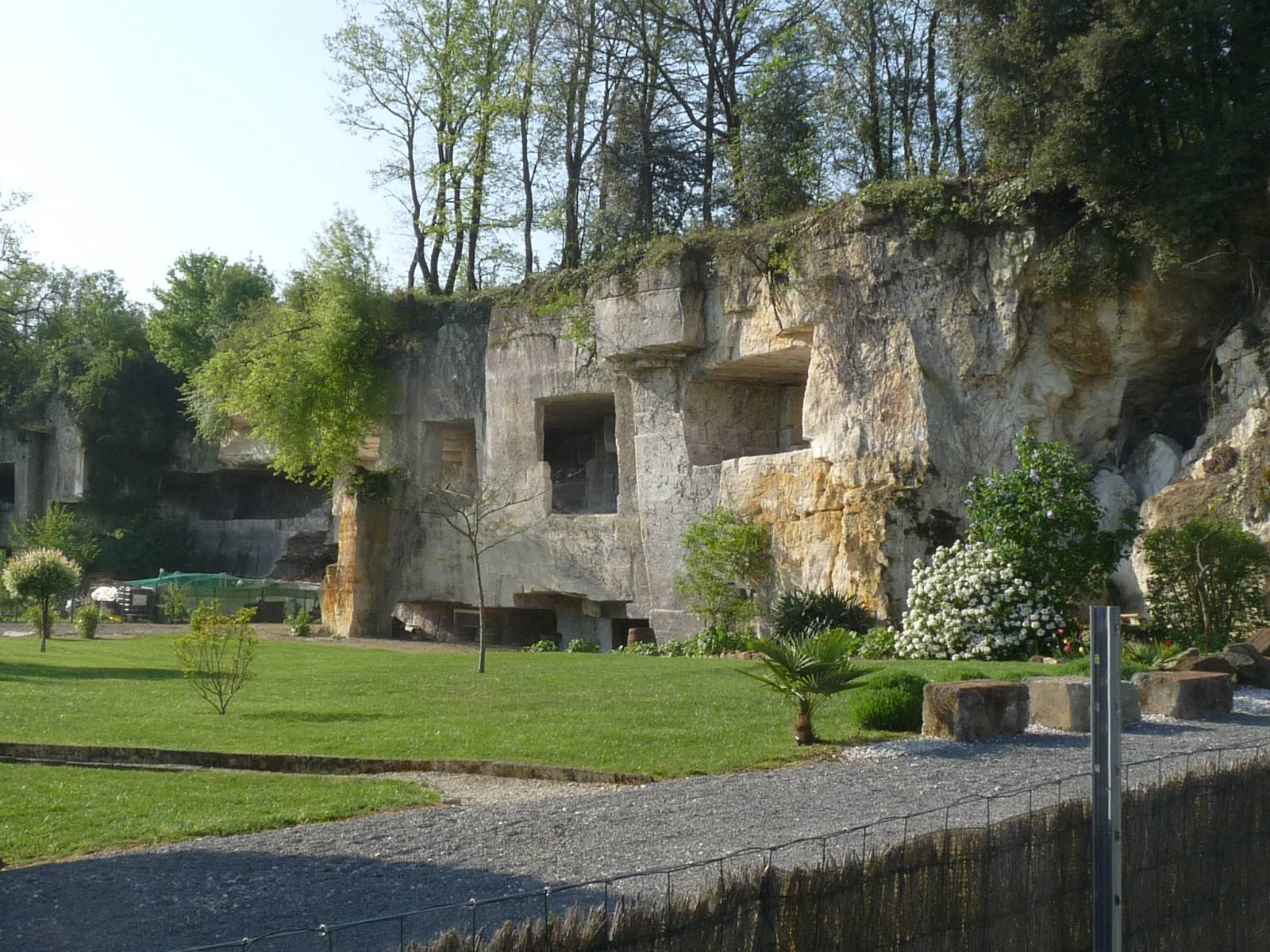
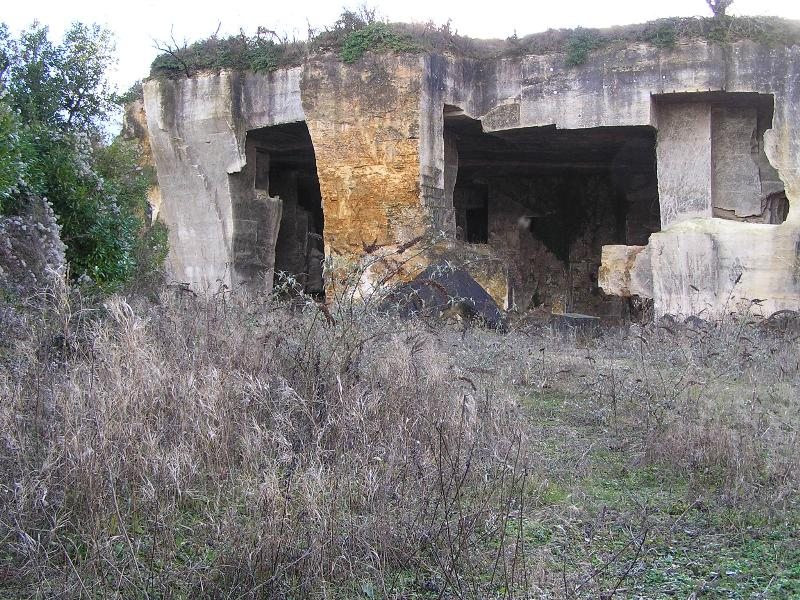
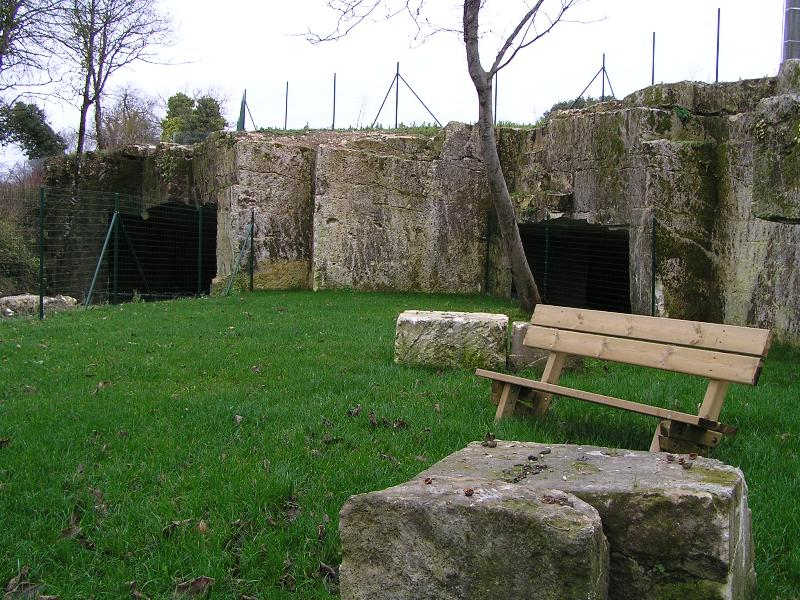
Aire de détente dans Saint-Même.

Une des carrières souterraines est d'une longueur d'environ 10 km et possède plusieurs entrées. Les « caves », d'une hauteur de cinq à sept mètres sont soutenues par des piliers tous les dix à quinze mètres.

#### Dolmen de la Pierre Levée

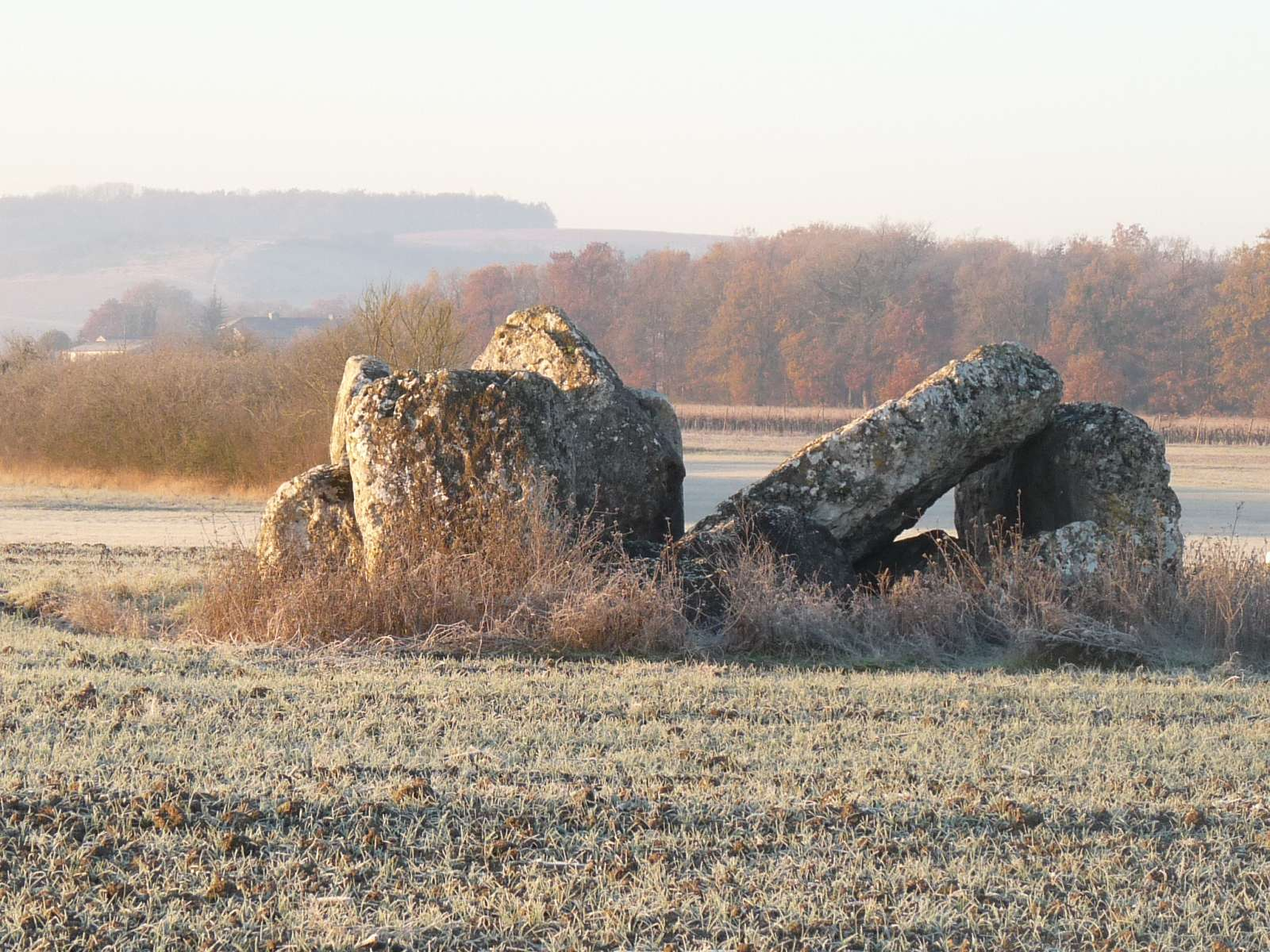
Le dolmen de la Pierre Levée (ou des Courades).

Il existe un dolmen « tombé de ses supports », au sud de la commune, sur l'ancien fief de Smaronne. Il s'agit du dolmen de la Pierre Levée, dit aussi des Courades car situé au lieu-dit du même nom. Il est au bord du chemin Boisné et à 300 m à l'ouest du croisement de cette voie romaine avec la route de Saint-Preuil (D.90).
Il est classé monument historique depuis 1926.

#### Château de Saint-Même
Du côté nord de l'église se situait le premier château féodal, ou vieux château. Un procès-verbal du 26 mars 1727 nous décrit, joignant l'église, une tour carrée de vingt pieds à trois étages toute « acrevassée » et une petite tour dont la charpente est aussi à refaire. En 1801, il reste des débris de la tour sur une cave voutée, il ne reste plus que les salles basses voutées,.
Il a été remplacé comme habitation du seigneur de Saint-Même par le logis de Grollet construit une première fois au XVIe siècle, reconstruit au XVIIe siècle, en ruine à la Révolution, puis incendié et reconstruit en 1899.

Vestiges du château
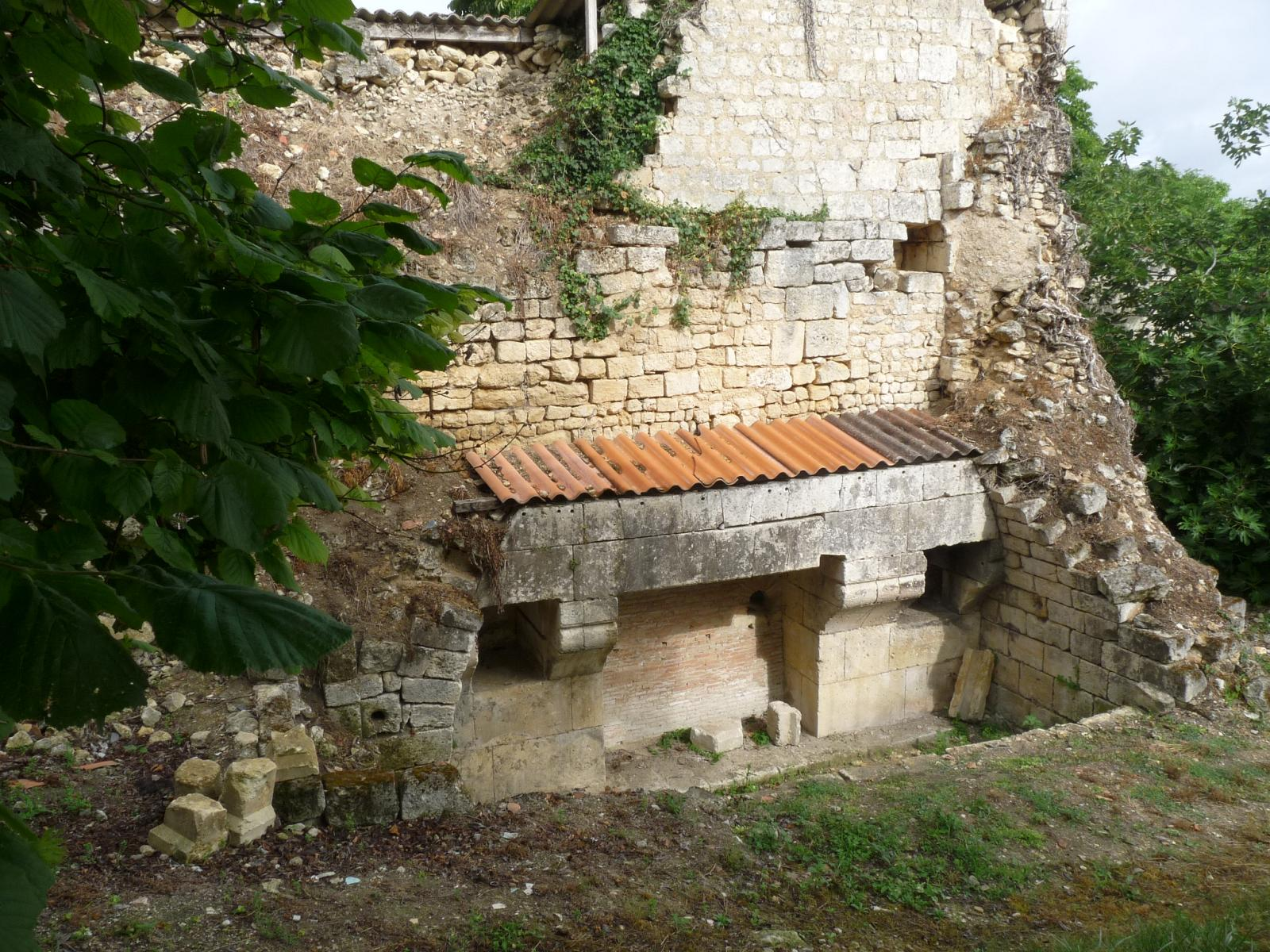
Partie nord-est.
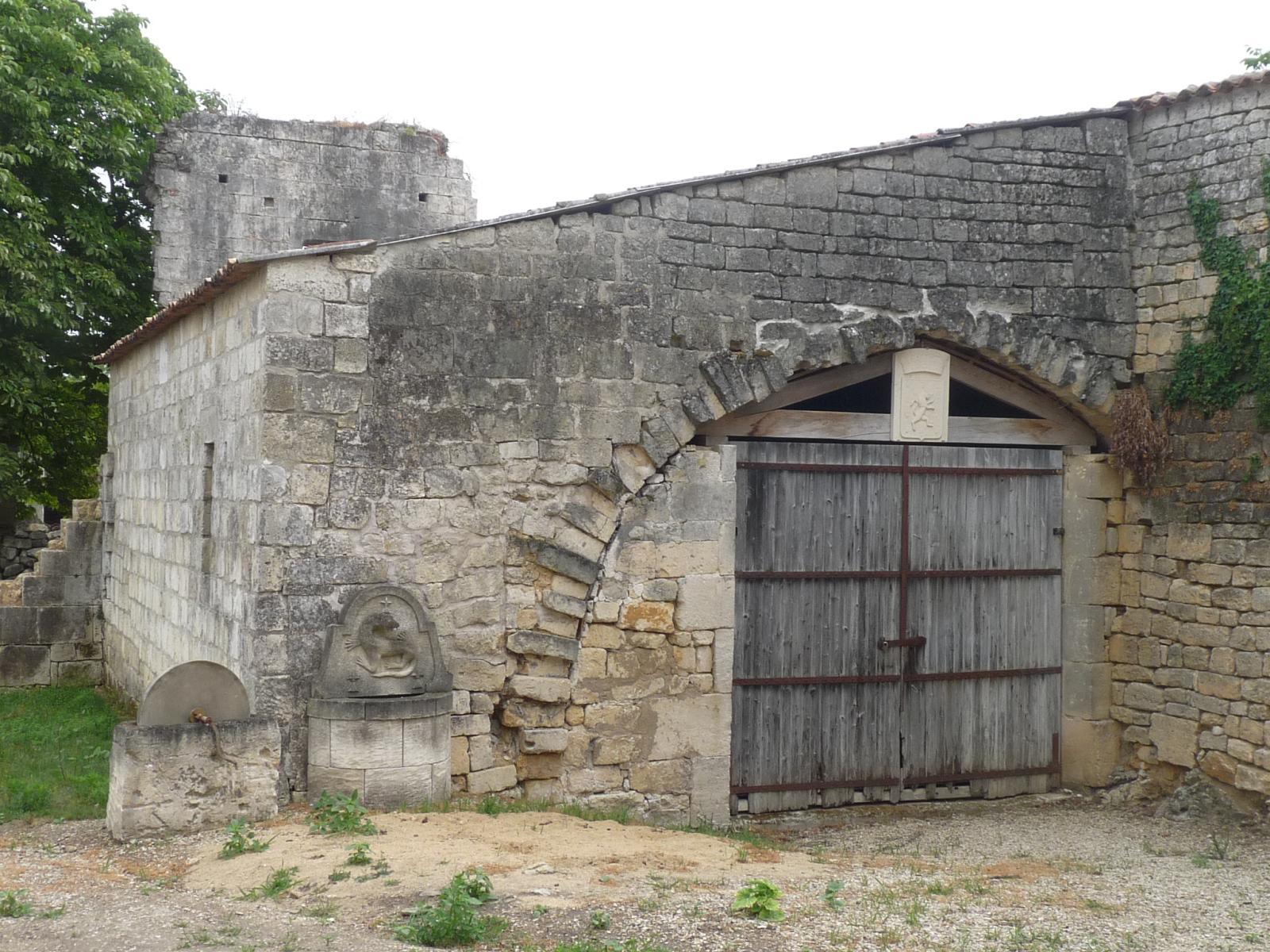
Partie nord-ouest.
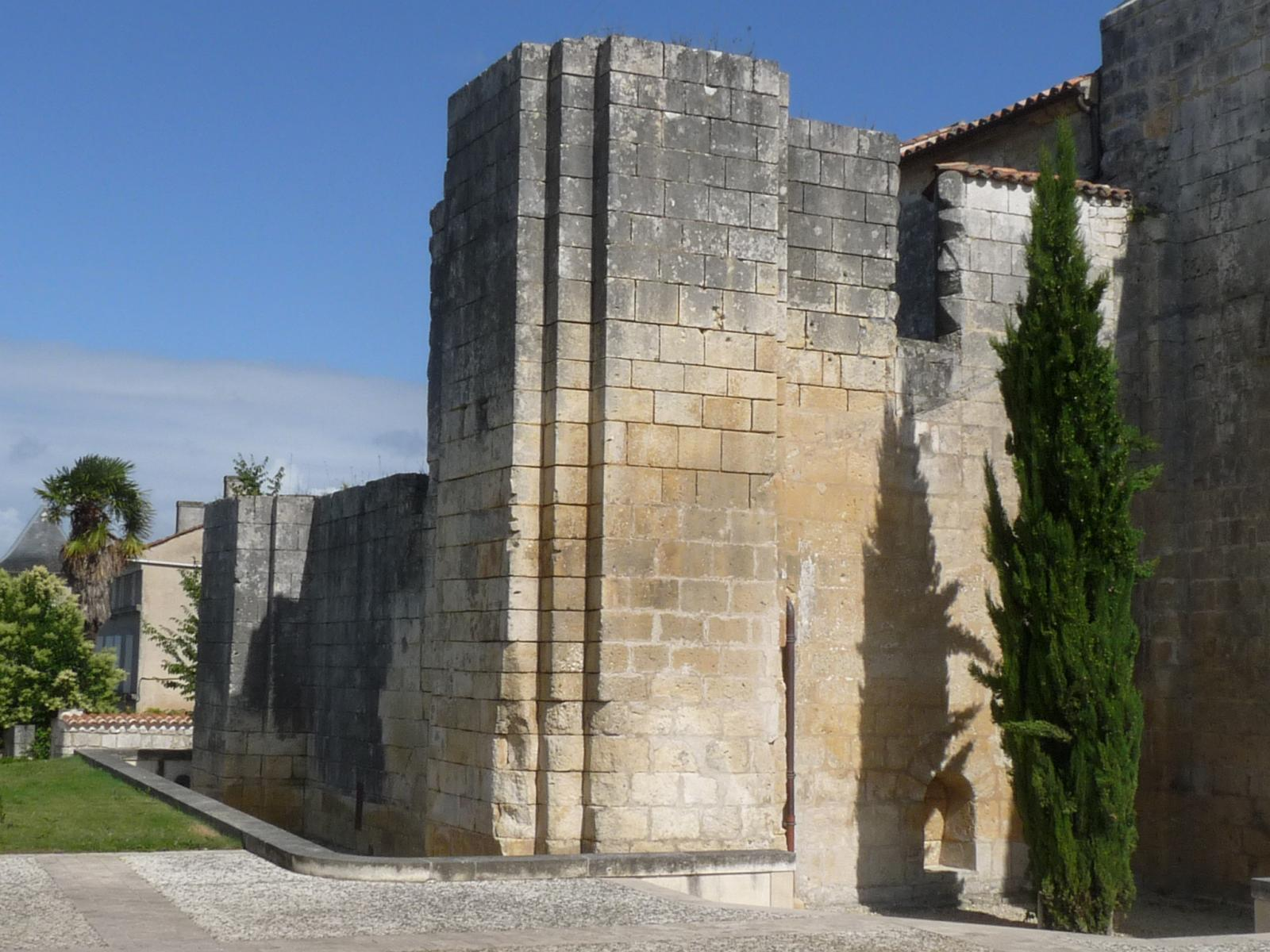
Ancienne tour accolée à l'église, au sud.

#### Logis de la Barde
Du logis de la Barde, il ne reste que le portail fortifié de machicoulis, l'habitation a été reconstruite au XIXe siècle.

#### Logis de Vinade
L'actuel logis de Vinade du XVIIe siècle possède un portail flanqué de tourelles daté de 1851.

#### Logis de Saintonge
Le logis de Saintonge, lui aussi bâti en bordure de la Charente, a été construit au XVIe siècle et XVIIe siècle et le bâtiment, aux arcades primitives en partie murées, se prolonge en pente douce jusqu'au quai. Le porche d'entrée surmonté d'un parapet festonné de sculptures et le pavillon d'angle sont très particuliers. Le logis actuel date de 1768.

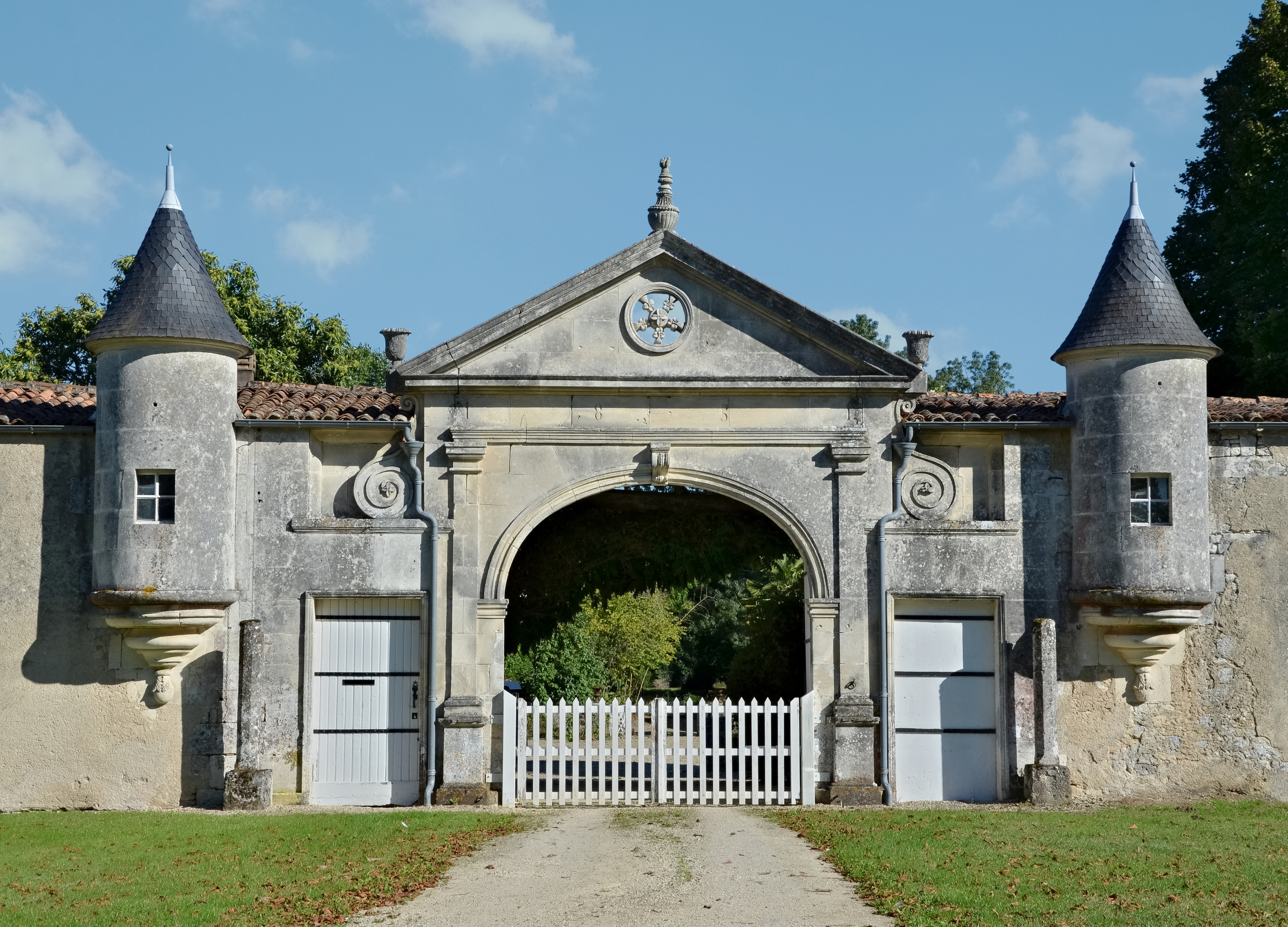
Portail du logis de la Vinade.
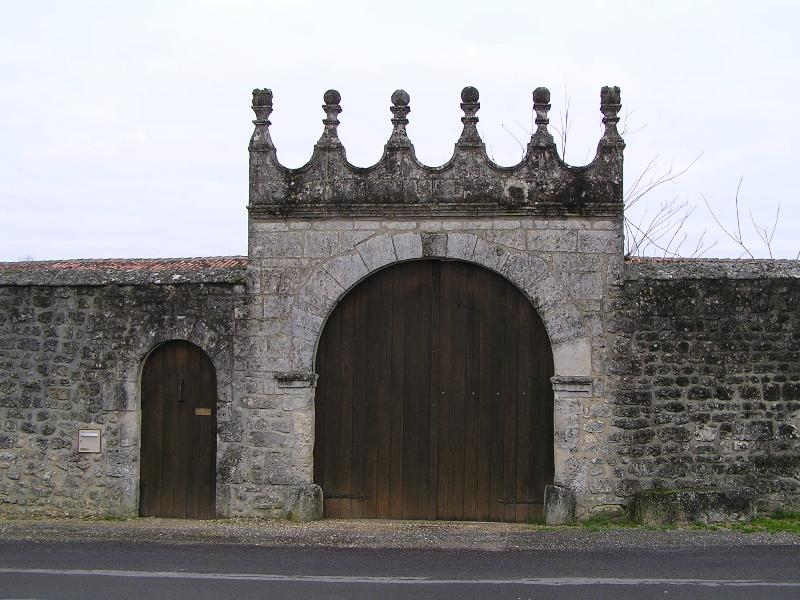
Portail du logis de Saintonge.

#### Four banal
L'habitation nommée « grange aux dîmes » serait du XIIe siècle, elle possède une voûte en berceau.
Le four banal de Saint-Même, ou la maison du prévôt, a été restauré en 1974 présente une salle voûtée en berceau brisé du XVe siècle.
La prison jouxtait le four banal. Elle se présente sous la forme d'un cachot, une salle voûtée qui est la cave de la maison qui la surmonte. Le mur du fond percé de trois ouvertures évoque une ancienne commanderie de Templiers.

Le four banal restauré
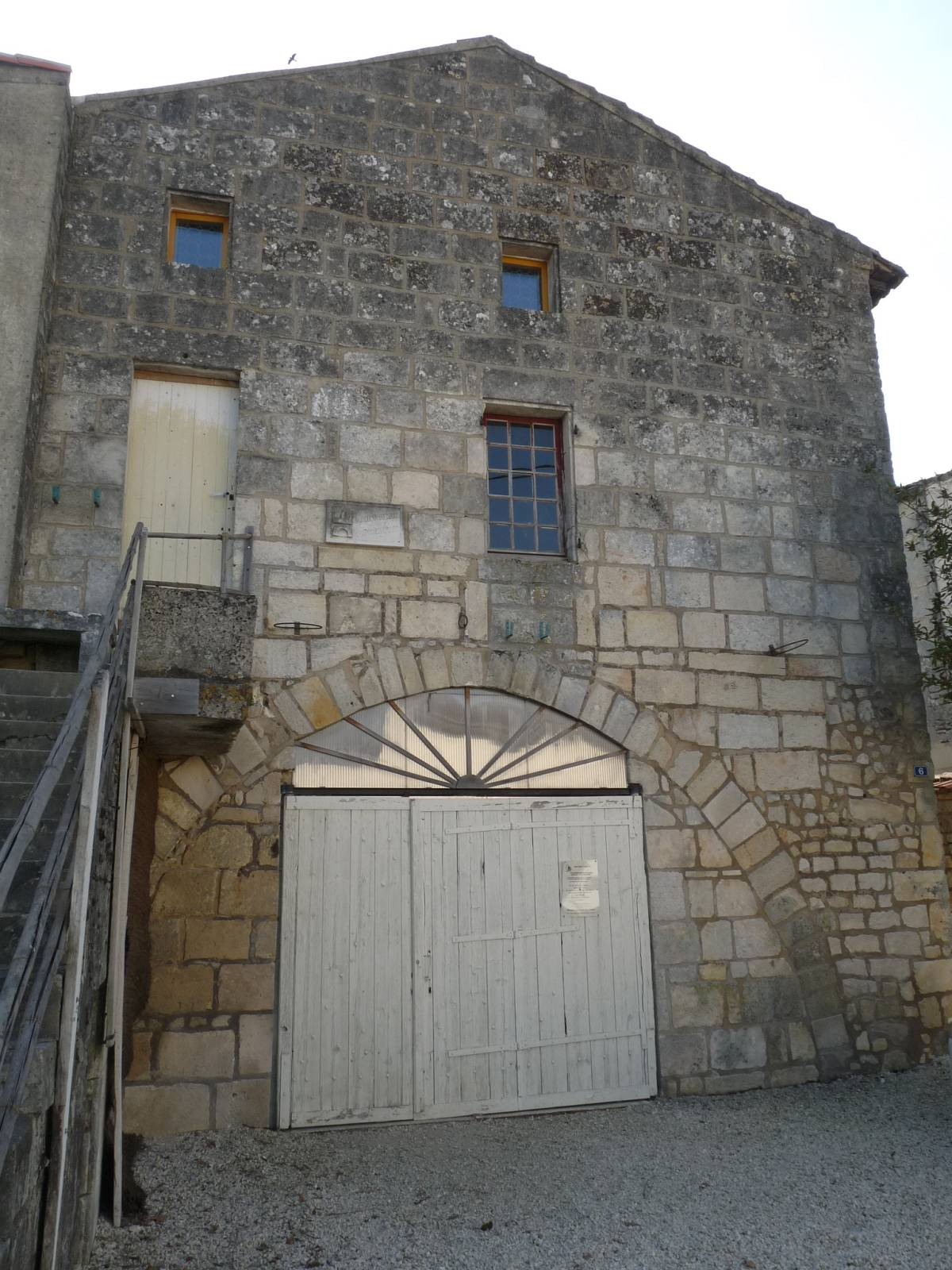
Façade extérieure.
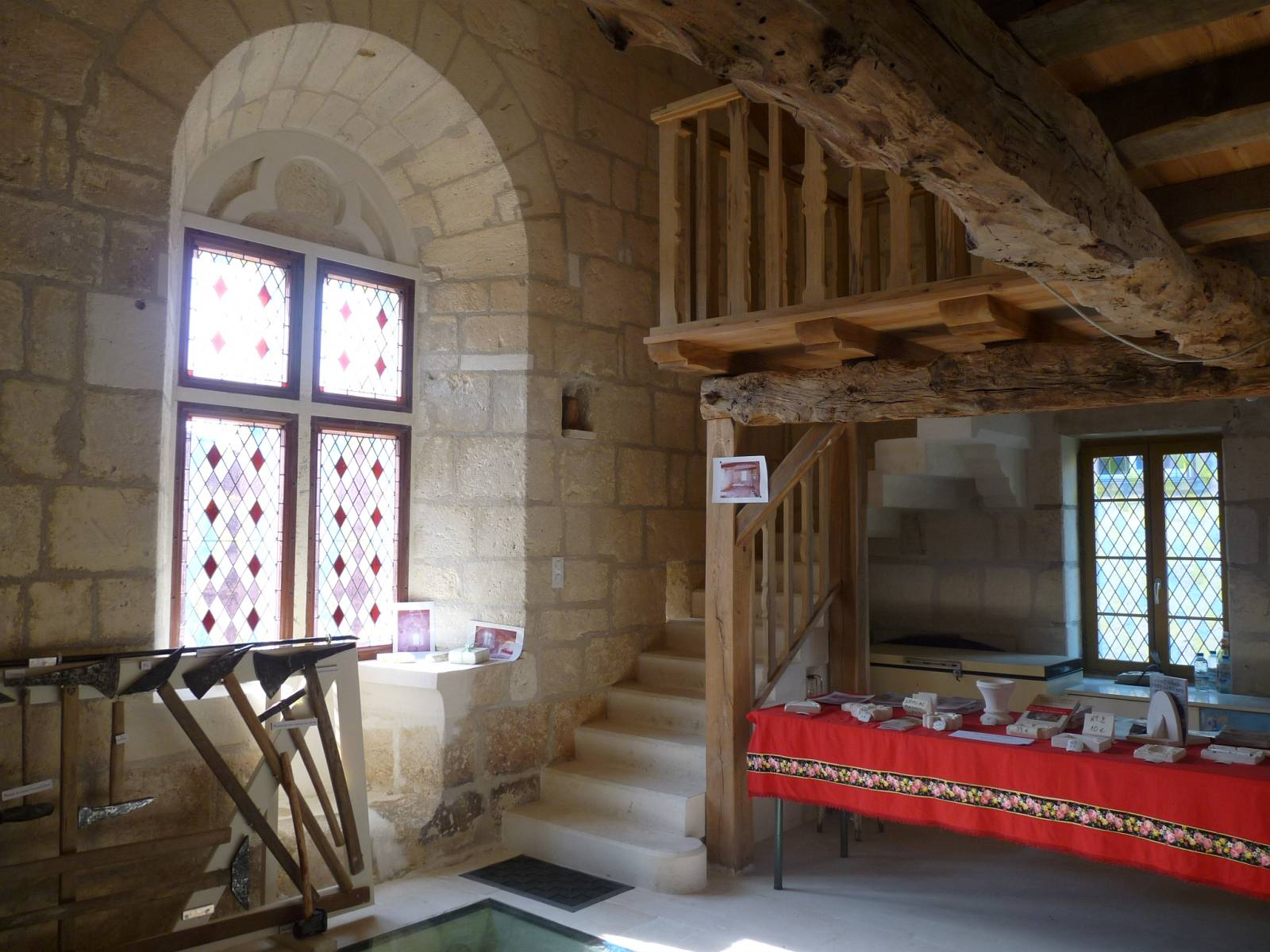
Logement du prévôt, à l'étage.
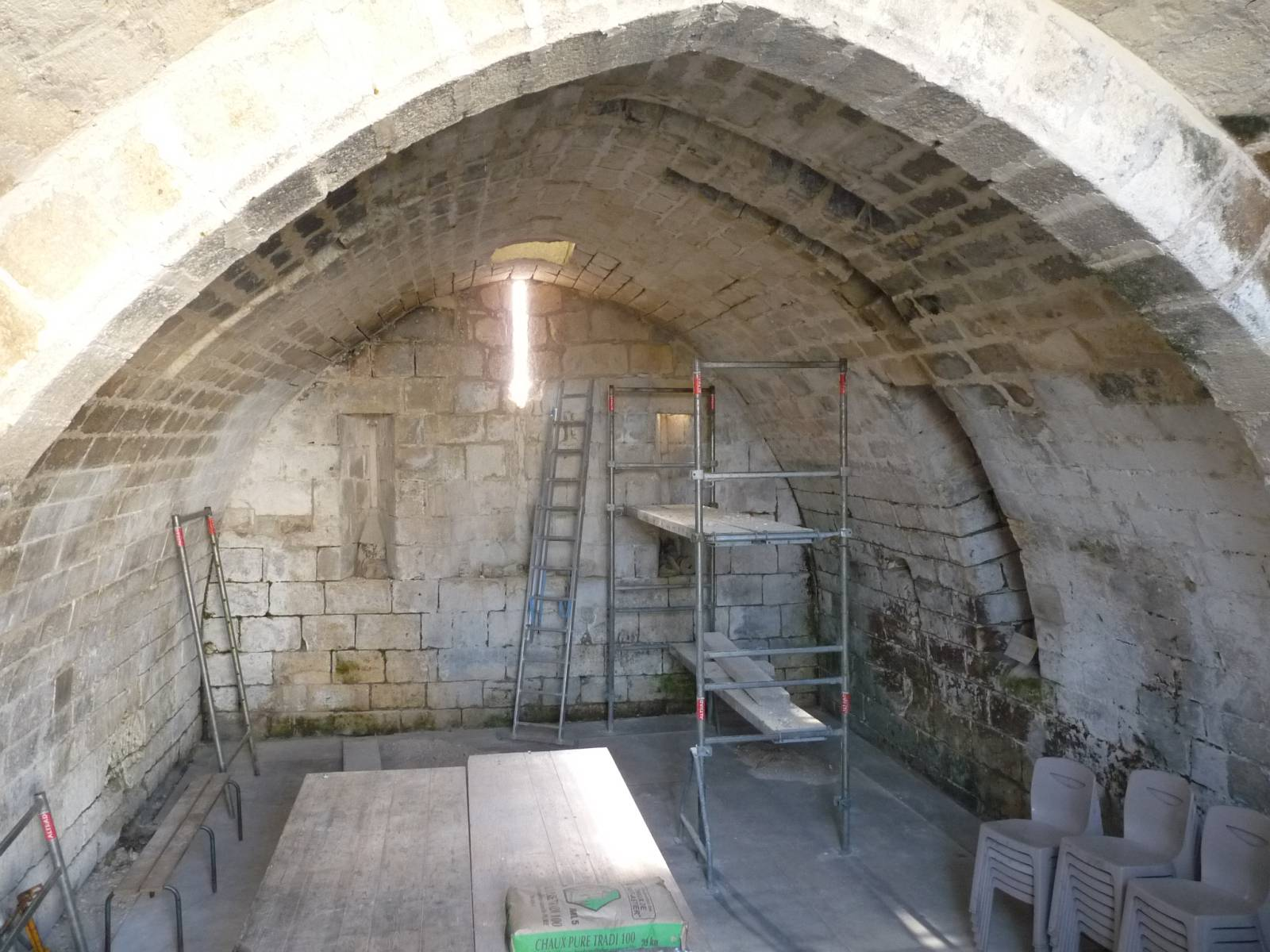
Salle voûtée.

#### Moulins
Le plus ancien moulin était le moulin d'Anqueville qui fut emporté par le violent orage du 16 aout 1768.
Il y a eu quatre moulins sur la Charente, ou deux moulins à deux roues, tous à Saintonge, deux qui appartenaient au seigneur de Saint-Même, le moulin blanc et le grand moulin et les moulins de Virpaille, le moulin bâtard et le moulin blanc qui appartenaient aux seigneurs de Fief Nouveau.

#### Maisons et fermes
Plusieurs maisons sont du XVIe siècle, des fermes du XVIIe siècle, ainsi que d'autres logis du XIXe siècle.
Le logis situé le long du chemin reliant le lavoir à l'église porte la date de 1599 sur un linteau de sa façade.

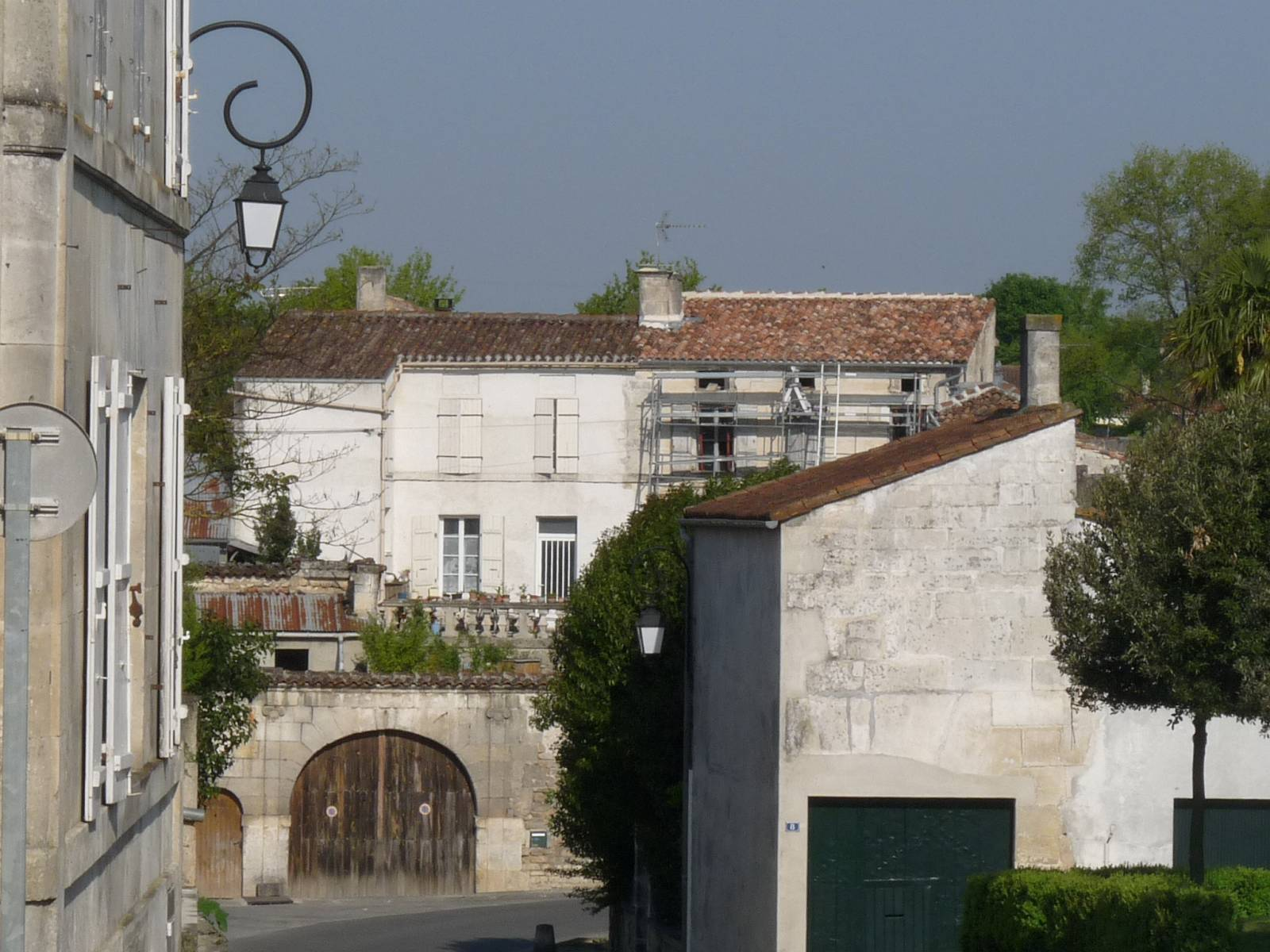
Vue du bourg en bas de l'église
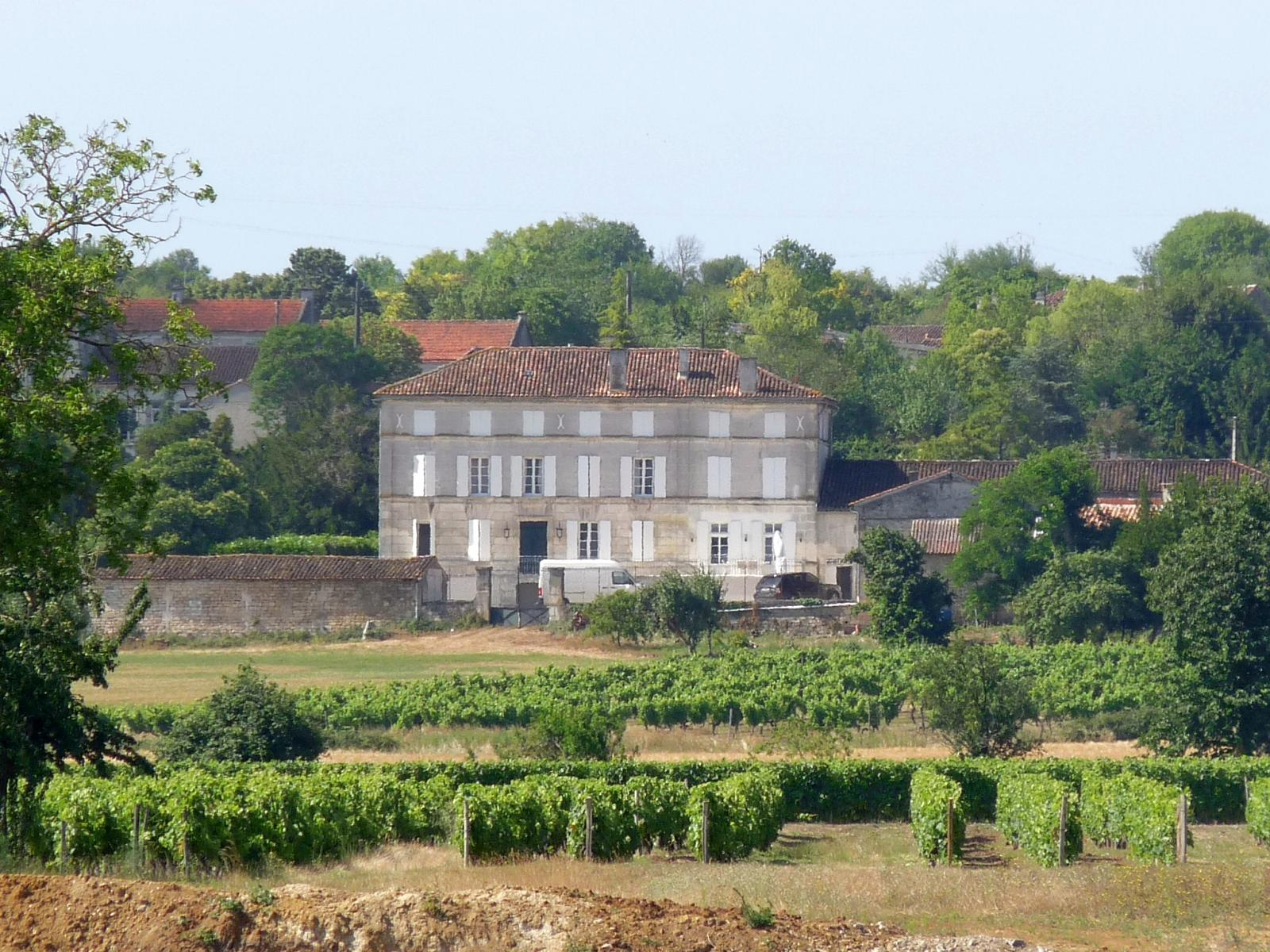
Maison charentaise à l'ouest du bourg.

#### Puits et lavoirs
Les puits couverts sont en tour carrée surmontée soit d'un dôme, soit d'une pyramide, en tour ronde recouverte d'une pyramide, ou inclus dans des murs.
Des lavoirs existent à la fontaine du bourg, à Beauchaire, chez Boisdon et dans de nombreux autres lieux.

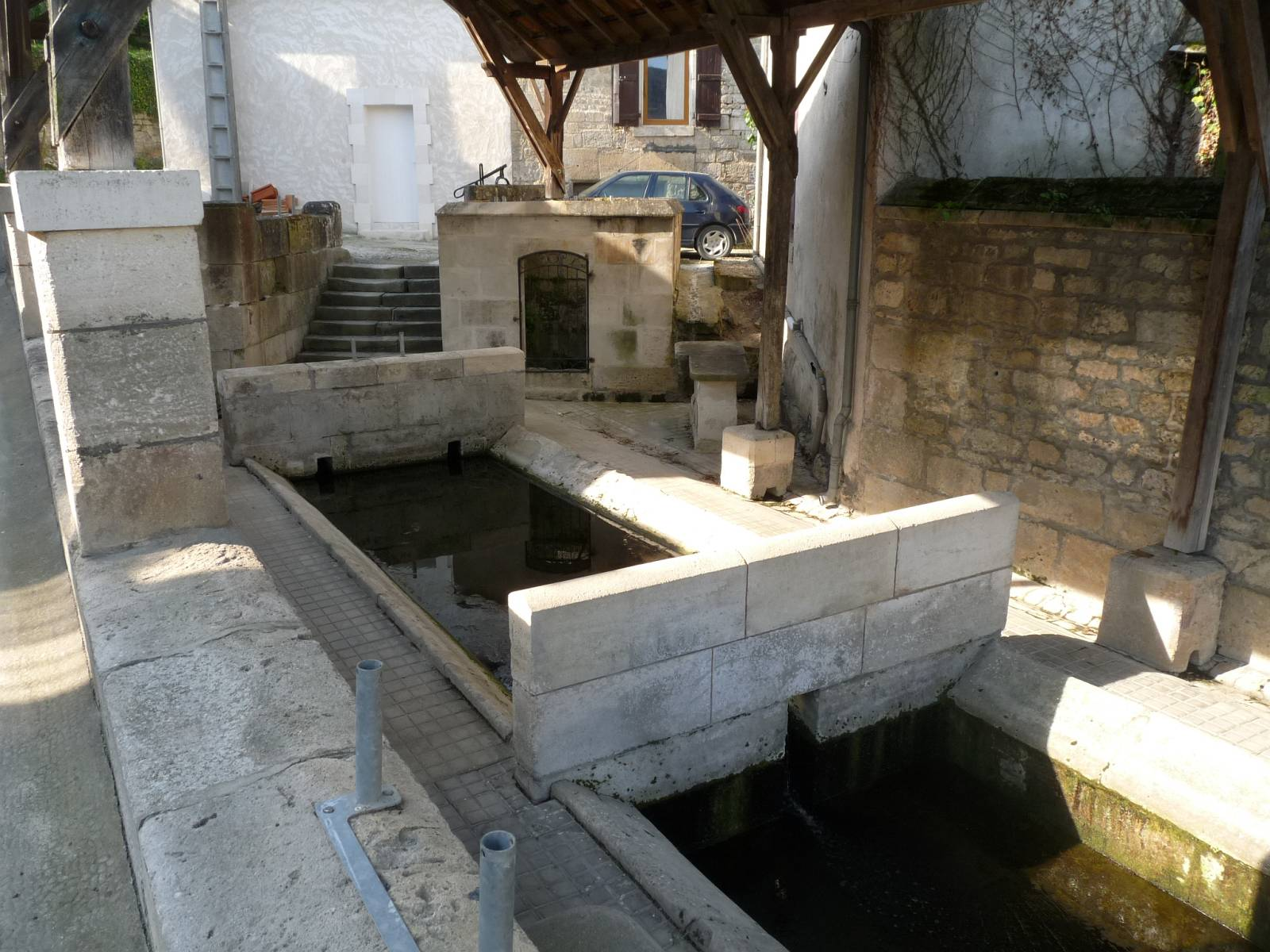
Double lavoir du bourg,
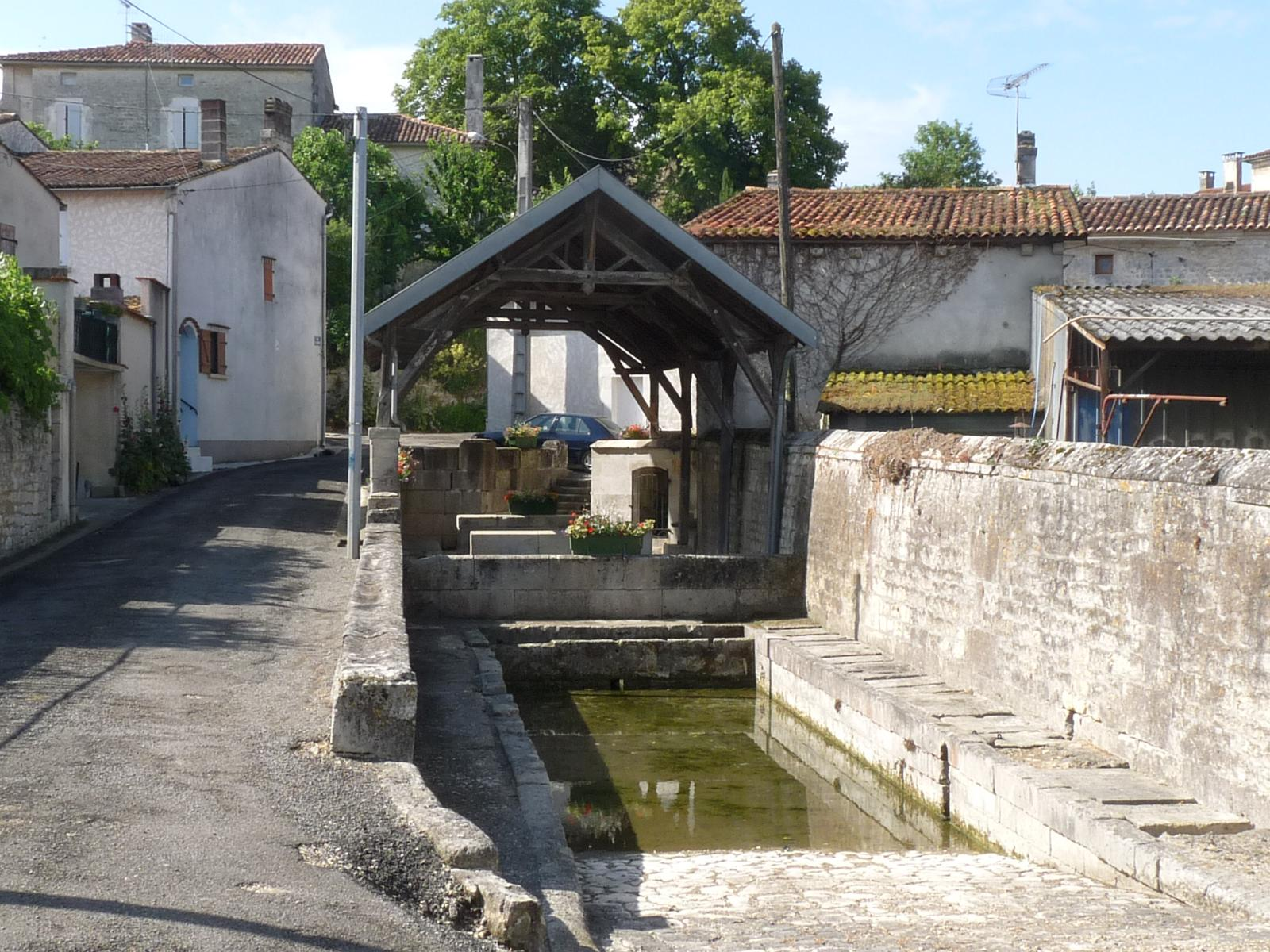
précédé d'un abreuvoir.
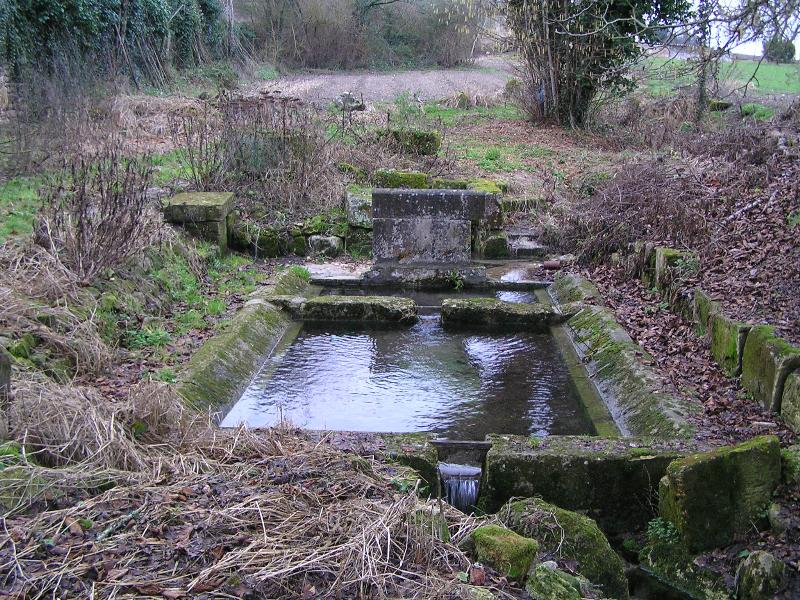
Lavoir de Beauchaire, au pied d'Anqueville.
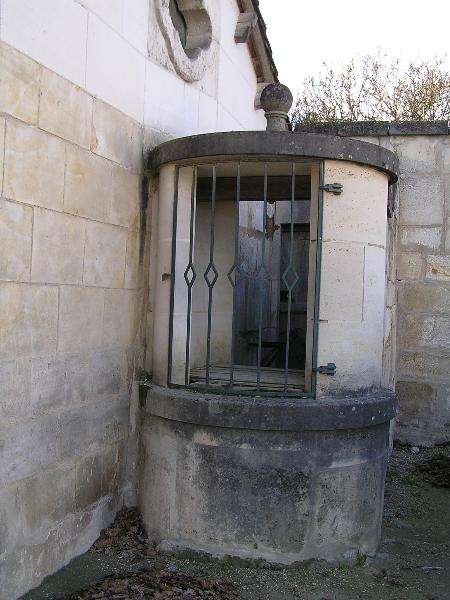
Puits près de la mairie.
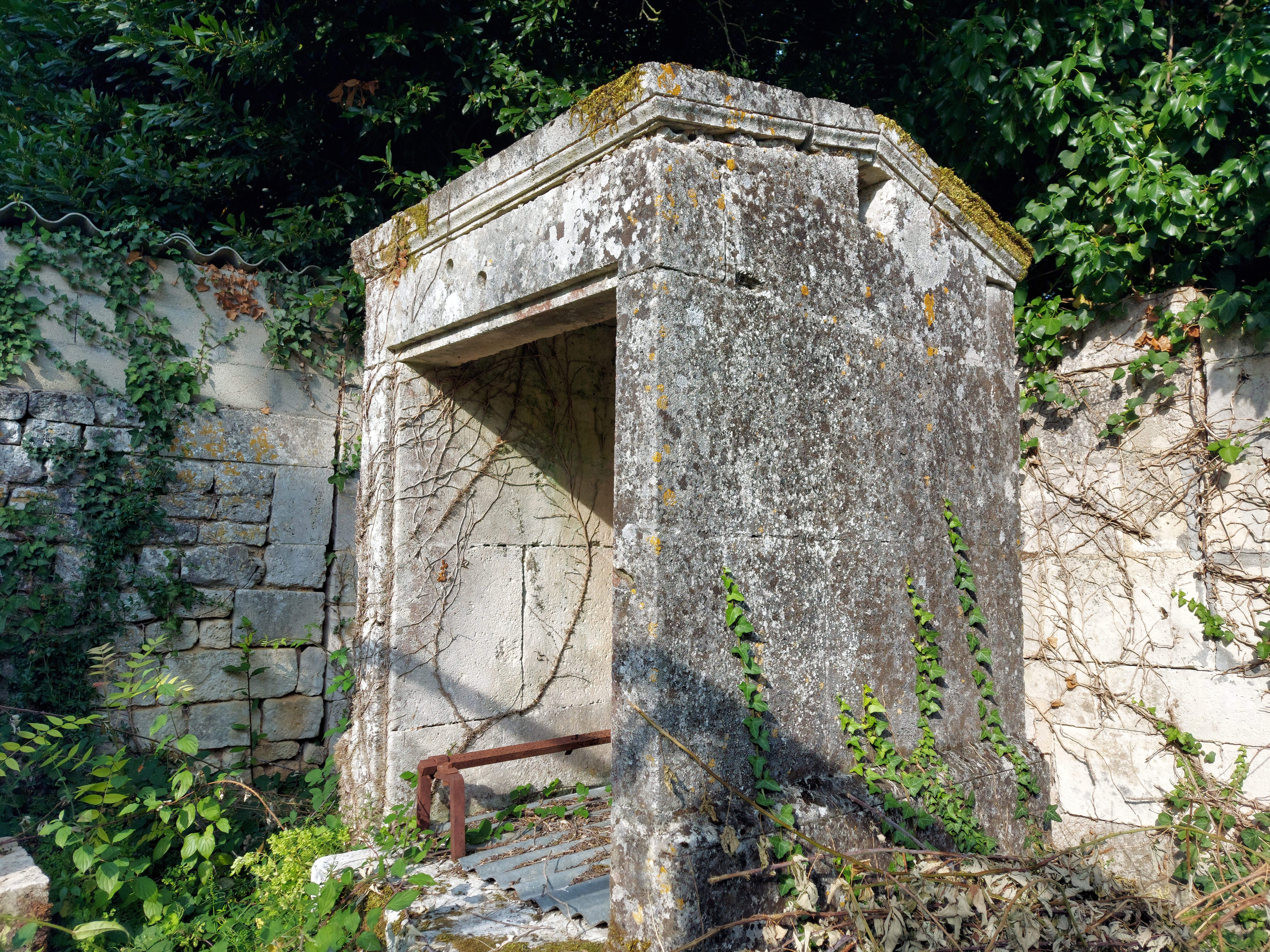
Puits proche de la rue du Petit Bois.

### Patrimoine environnemental

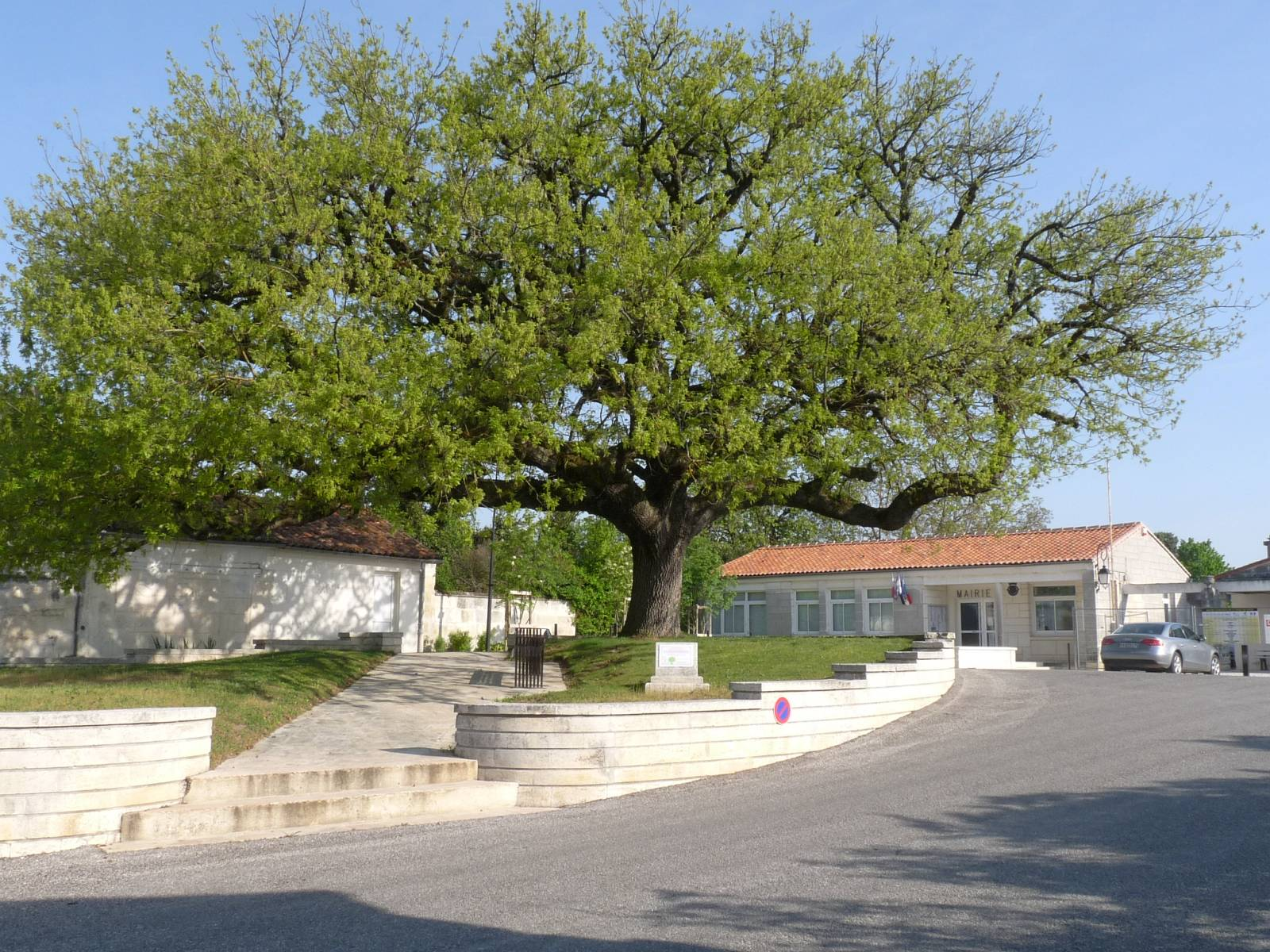
Chêne remarquable devant la mairie.

Les rives de la Charente sont classées zone Natura 2000.
Le chêne pédonculé situé devant la mairie est classé arbre remarquable.
Le circuit des carrières forme un sentier de randonnée de 15,5 km.
Le GR 4 qui va de Royan à Grasse traverse la commune.

## Personnalités liées à la commune
- Jean Fonteneau dit Joan Alfonso ou Alfonse de Saintonge (1484-1544), cosmographe de François Ier qui après son voyage comme pilote de Jean-François de La Rocque de Roberval en 1542, a rédigé en 1545 une cosmographie conservée à la Bibliothèque nationale[68]. Il serait né au lieu-dit Saintonge[69].
- Léon Coulibeuf (de) (1904-1977), inventeur des poteaux électriques en béton précontraint et pilote automobile, mort à Saint-Même[70].
- Hélène Nebout (1917-2014), résistante, née à Saint-Même.